# John Fitzgerald Kennedy
Pour les articles homonymes, voir John Kennedy (homonymie), Kennedy et JFK.
John Fitzgerald Kennedy /d͡ʒɑn fɪtsˈd͡ʒɛɹəld ˈkɛnədi/, dit Jack Kennedy, communément appelé John F. Kennedy et par ses initiales JFK, né le 29 mai 1917 à Brookline (Massachusetts) et mort assassiné le 22 novembre 1963 à Dallas (Texas), est un homme d'État américain, 35e président des États-Unis du 20 janvier 1961 à sa mort. 
Après avoir combattu dans la guerre du Pacifique, il entre en politique en 1946 et y exerce comme représentant puis sénateur du Massachusetts. À 43 ans, il remporte l'élection présidentielle de 1960 face à Richard Nixon et devient le plus jeune président élu des États-Unis, et également le plus jeune président à mourir, moins de trois ans après son entrée à la Maison-Blanche, à l'âge de 46 ans. En outre, il est le premier président américain de religion catholique.
Il laisse son empreinte dans l'histoire des États-Unis par sa gestion de la crise des missiles de Cuba, son autorisation du débarquement de la baie des Cochons, son engagement pour le traité d'interdiction partielle des essais nucléaires, le programme Apollo dans le cadre de la course à l'espace, son opposition à la construction du mur de Berlin, sa politique d'égalité des sexes et son assassinat. Ses prises de position en faveur de l'accord général sur les tarifs douaniers et le commerce lui valent d'être respecté jusque chez les républicains, et le mouvement afro-américain des droits civiques — qu'il soutient, voulant mieux intégrer les minorités dans la société — qui prend place durant sa présidence annonce la déségrégation.
En campagne pour sa réélection en vue de l'élection présidentielle de 1964, il circule dans Dallas le 22 novembre 1963 à bord d'un véhicule découvert devant un public nombreux : alors qu'il traverse Dealey Plaza, des coups de feu retentissent et des tirs
l'atteignent mortellement. Malgré la désignation par la Commission Warren de Lee Harvey Oswald comme le seul coupable, les circonstances de son assassinat font l'objet de nombreuses enquêtes, ouvrages écrits et filmés, interprétations et théories du complot.

## Situation personnelle

### Origines et enfance

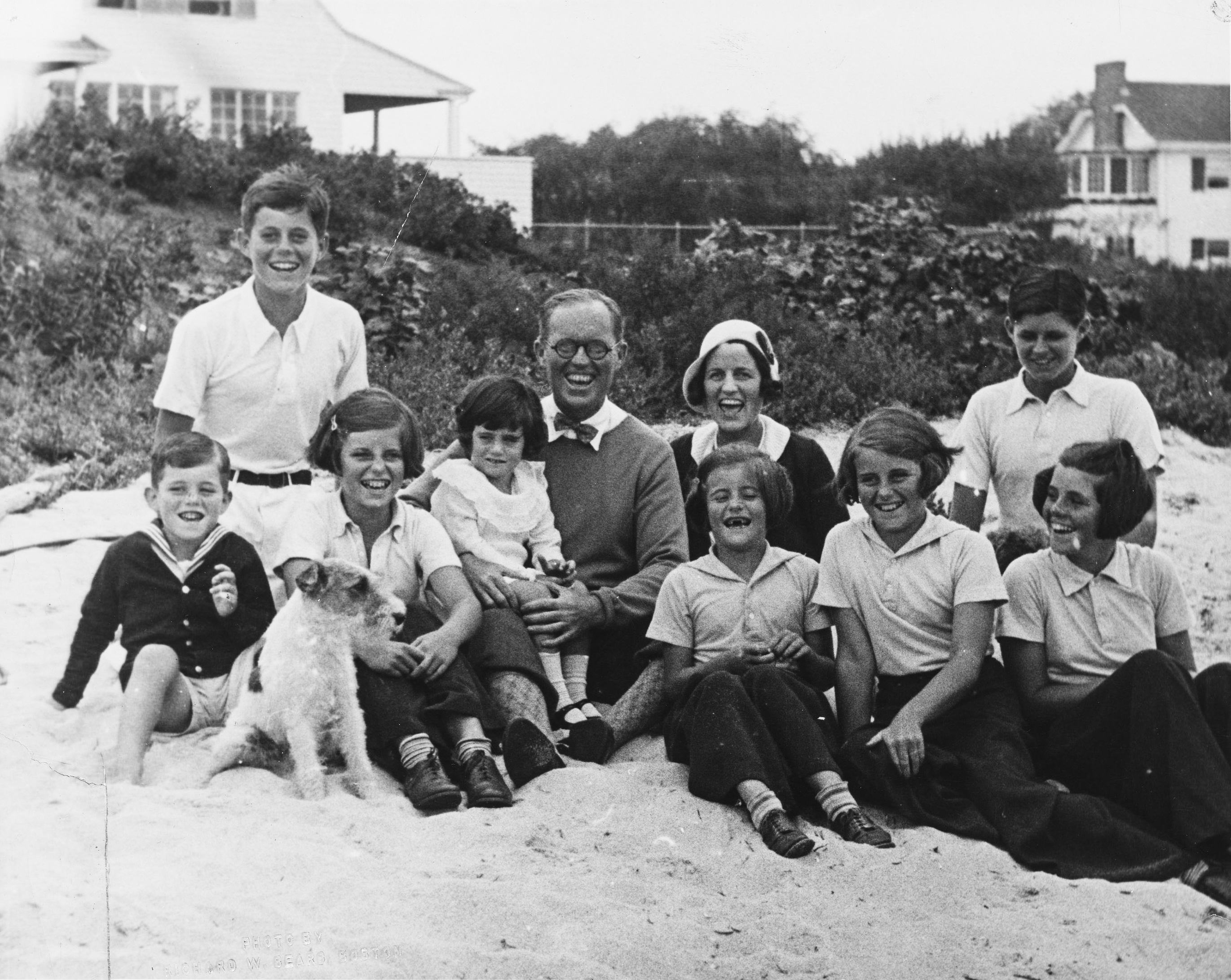
La famille Kennedy en septembre 1931.

John Fitzgerald Kennedy, surnommé « Jack », naît le 29 mai 1917 à Brookline (Massachusetts), une banlieue huppée de Boston. Il est le second d'une famille qui compte neuf enfants : Joseph Jr., John, Rosemary, Kathleen, Eunice, Patricia, Robert, Jean Ann et Edward.
Ses parents sont Rose Fitzgerald — fille de John Francis Fitzgerald (1863-1950), dit « Honey Fitz », maire de Boston, et de Mary Josephine Hannon (1865-1964) — et Joseph Patrick Kennedy, qui a fait fortune dans les années 1930. Tous deux sont les descendants de familles catholiques originaires de la côte sud de l'Irlande, plus précisément des comtés de Wexford et Waterford ayant migré durant la grande famine irlandaise. Son père soutient Franklin Delano Roosevelt lors de l'élection de 1933, envisage de se présenter à sa succession et devient ambassadeur des États-Unis au Royaume-Uni en 1938 après avoir été un des piliers des grandes réformes de Roosevelt dans la banque et la finance.

### Éducation et études

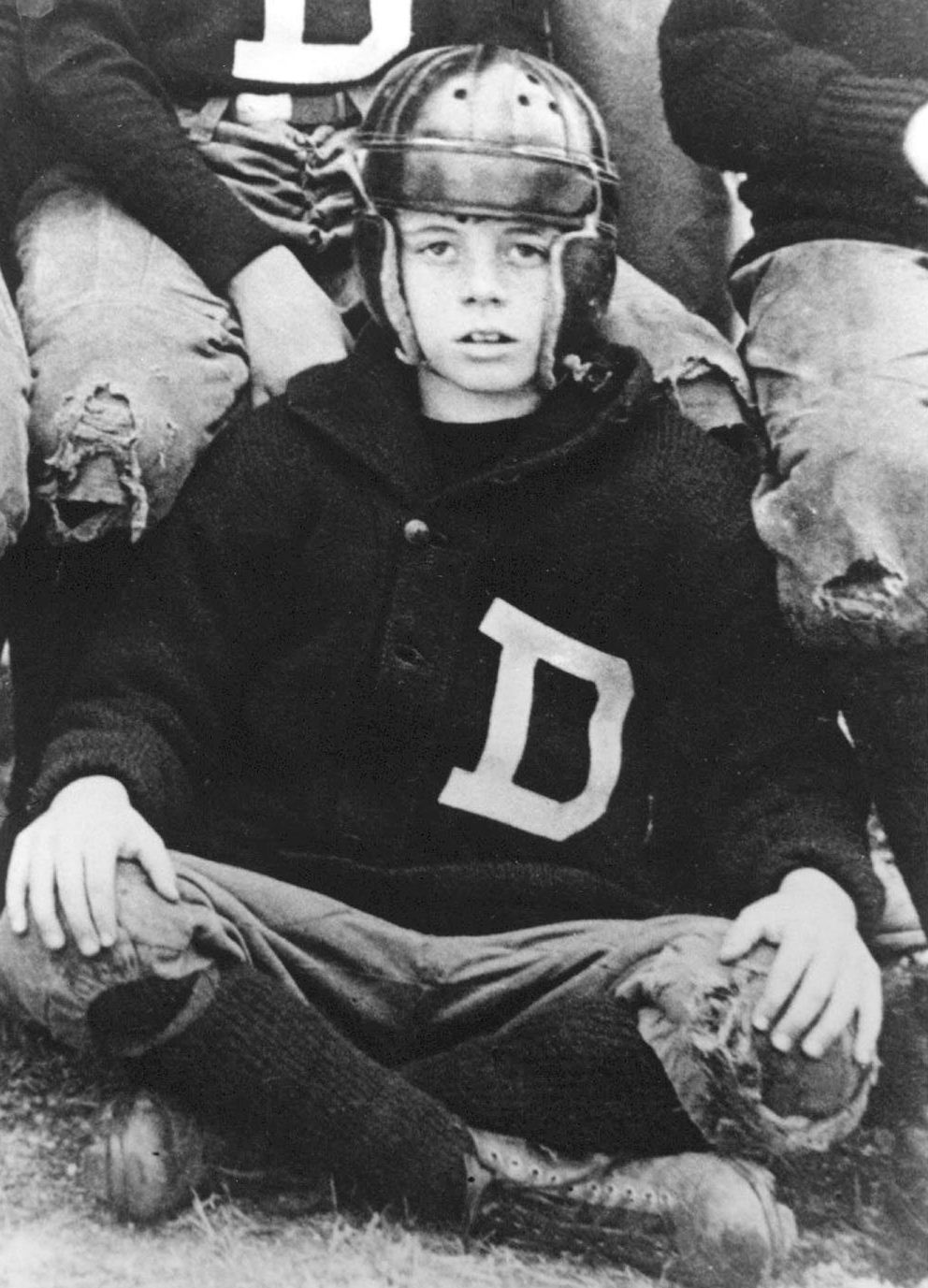
Kennedy en uniforme de football à la Dexter School (Massachusetts), 1926.

Le jeune John reçoit son éducation dans la Choate Rosemary Hall, une des meilleures écoles privées à Wallingford, Connecticut où son frère aîné Joseph Patrick Kennedy, Jr. l'a précédé. En septembre 1935, il intègre la London School of Economics sous la supervision du professeur Laski, mais doit interrompre ses études, car il est atteint de jaunisse. Il intègre ensuite l'université de Princeton, mais doit de nouveau interrompre ses études après seulement six semaines, et se fait hospitaliser à l'hôpital Brigham de Boston (en) où les médecins diagnostiquent une possible agranulocytose ou leucémie. L'année suivante, en septembre 1936, il intègre l'université Harvard. Ses principales matières sont l'économie, l'histoire et la politique américaine.
Quand son père s'installe à Londres, il visite l'Europe, en particulier l'Allemagne nationale-socialiste, et s'assure les services d'un « nègre » pour rédiger son mémoire de fin d'études sur Neville Chamberlain et la participation britannique aux accords de Munich. Son mémoire est reçu avec mention et grâce au soutien financier de son père, est publié avec une introduction de Henry Luce, sous le titre Pourquoi l'Angleterre dormait. À 23 ans, John est ainsi l'auteur d'un relatif succès de librairie qui semble le destiner au journalisme. Son père est alors déconsidéré par sa position favorable à la négociation avec Adolf Hitler.
Il doit, en 1941, sous la pression de son père et du Federal Bureau of Investigation (FBI), mettre fin à sa liaison avec Inga Arvad, une journaliste danoise mariée à Paul Fejos, ancienne miss Danemark qui a couvert les Jeux olympiques d'été de 1936. JFK est rappelé en Caroline du Sud, mais Inga le suit et ils continuent à se voir.

### Vie privée et descendance
John Kennedy est réputé pour ses multiples maîtresses et conquêtes féminines, dont Gene Tierney en 1946, Marilyn Monroe en 1962, ainsi que Mary Pinchot Meyer (épouse de Cord Meyer (en), haut fonctionnaire à la CIA) et Judith Campbell, maîtresse simultanément de Kennedy et du parrain de la mafia de Chicago Sam Giancana ou encore Gunilla von Post, Marlene Dietrich. Proche de la mafia, le chanteur Frank Sinatra lui fournit des starlettes comme maîtresses. En 1961, lors d'une rencontre officielle avec le Premier ministre du Royaume-Uni Harold Macmillan, il lui confie : « Trois jours sans faire l'amour et c'est le mal de tête garanti. Je ne sais pas si c'est aussi votre cas, Harold ». Le père du président, Joseph Patrick Kennedy, serait intervenu financièrement auprès de son épouse Jackie afin de la retenir.

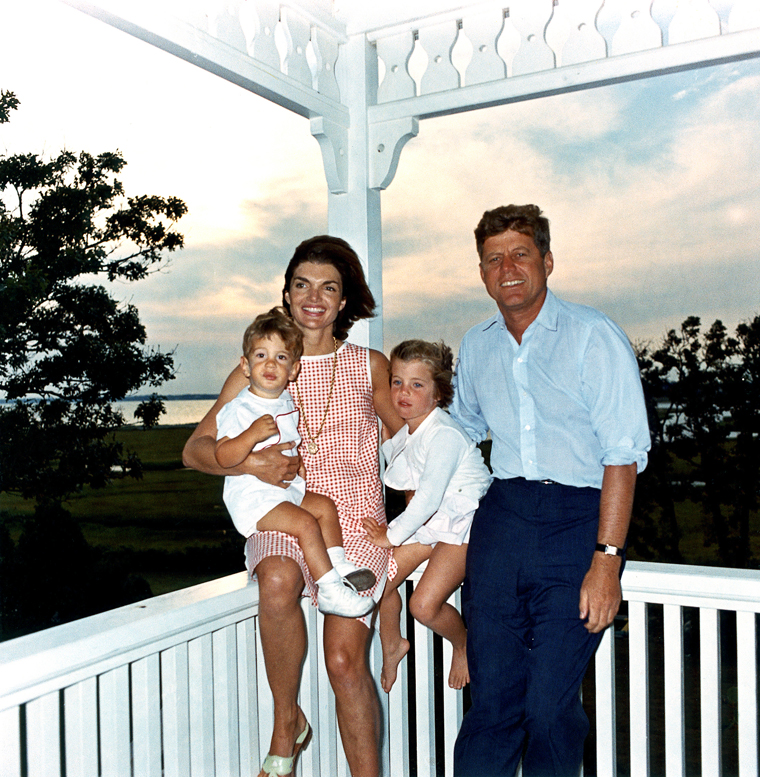
JFK et sa famille à Hyannis, 4 août 1962.

Le 13 mai 1948, vers 18 heures, un avion s'écrase vers Saint-Bauzile, dans le Triangle de la Burle, et fait 4 victimes, dont sa sœur Kathleen Harlington.
Le 12 septembre 1953, il épouse Jacqueline Bouvier en l'église St Mary's de Newport (Rhode Island). Le mariage est considéré comme l'événement mondain de la saison avec quelque 700 invités à la cérémonie et plus de 1 000 personnes à la somptueuse réception qui suit à « Hammersmith Farm », domaine de son beau-père Hugh D. Auchincloss.
Jacqueline Kennedy fait une fausse couche en 1955,, puis donne naissance à une petite fille mort-née le 23 août 1956, que ses parents auraient voulu prénommer Arabella. Cet événement conduit à une brève séparation du couple qui se réconcilie peu après. Le couple donne en 1957 naissance à une fille, Caroline, puis à un fils John en 1960, qui mourra en 1999 dans un accident d'avion. Un second fils Patrick naît prématurément le 7 août 1963 et meurt deux jours plus tard.
Peu de temps après l'assassinat de John F. Kennedy, les restes d'Arabella et de son frère Patrick sont transférés le 5 décembre 1963, au cimetière national d'Arlington. La dalle mortuaire de sa fille n'indique que son prénom et la mention « daughter » (fille, en anglais) et la date du 23 août 1956 alors que celle de son fils, fait état de son nom complet ainsi que ses dates de vie.

Cimetière national d'Arlington en Virginie.
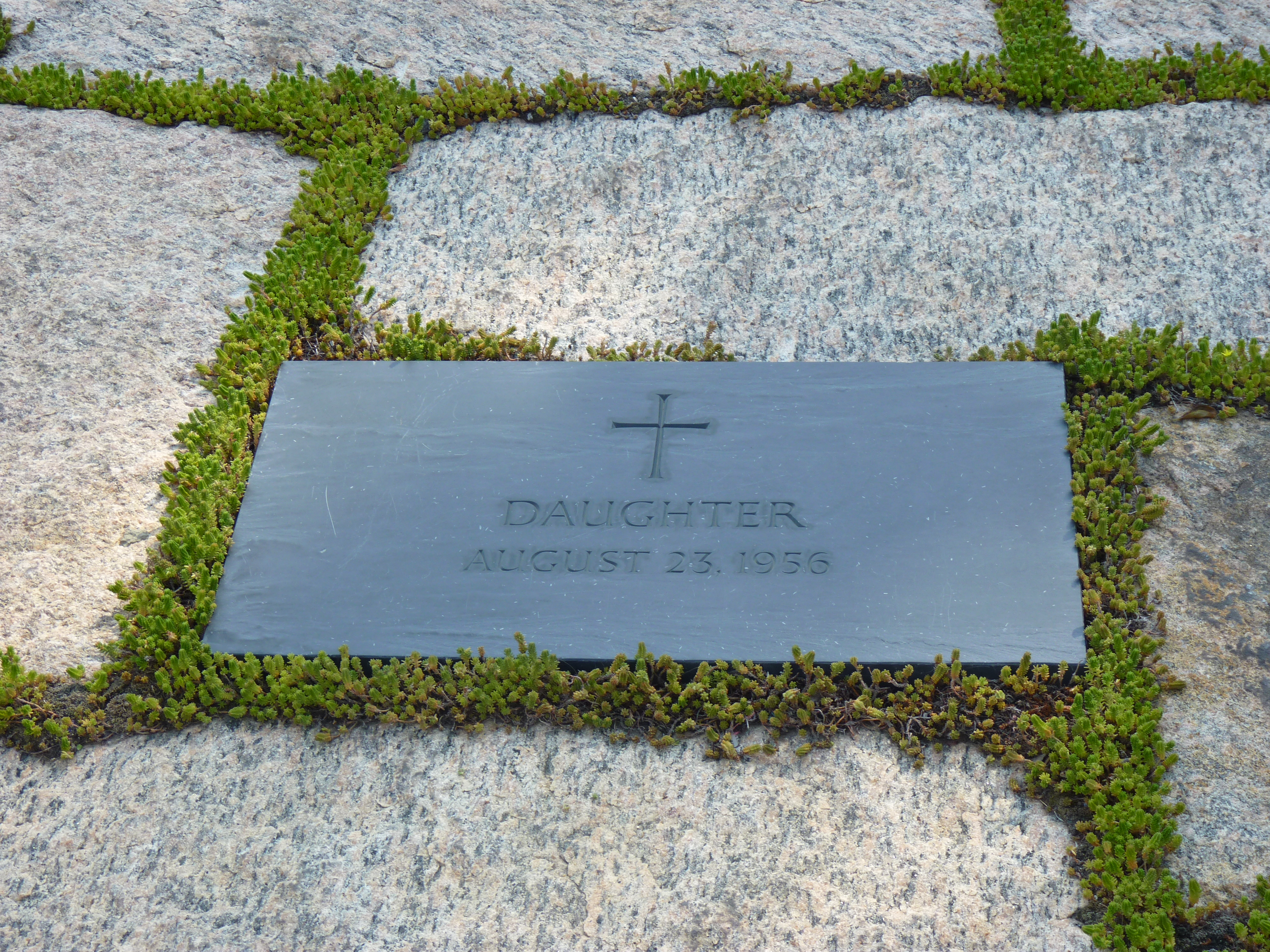
Arabella Bouvier Kennedy
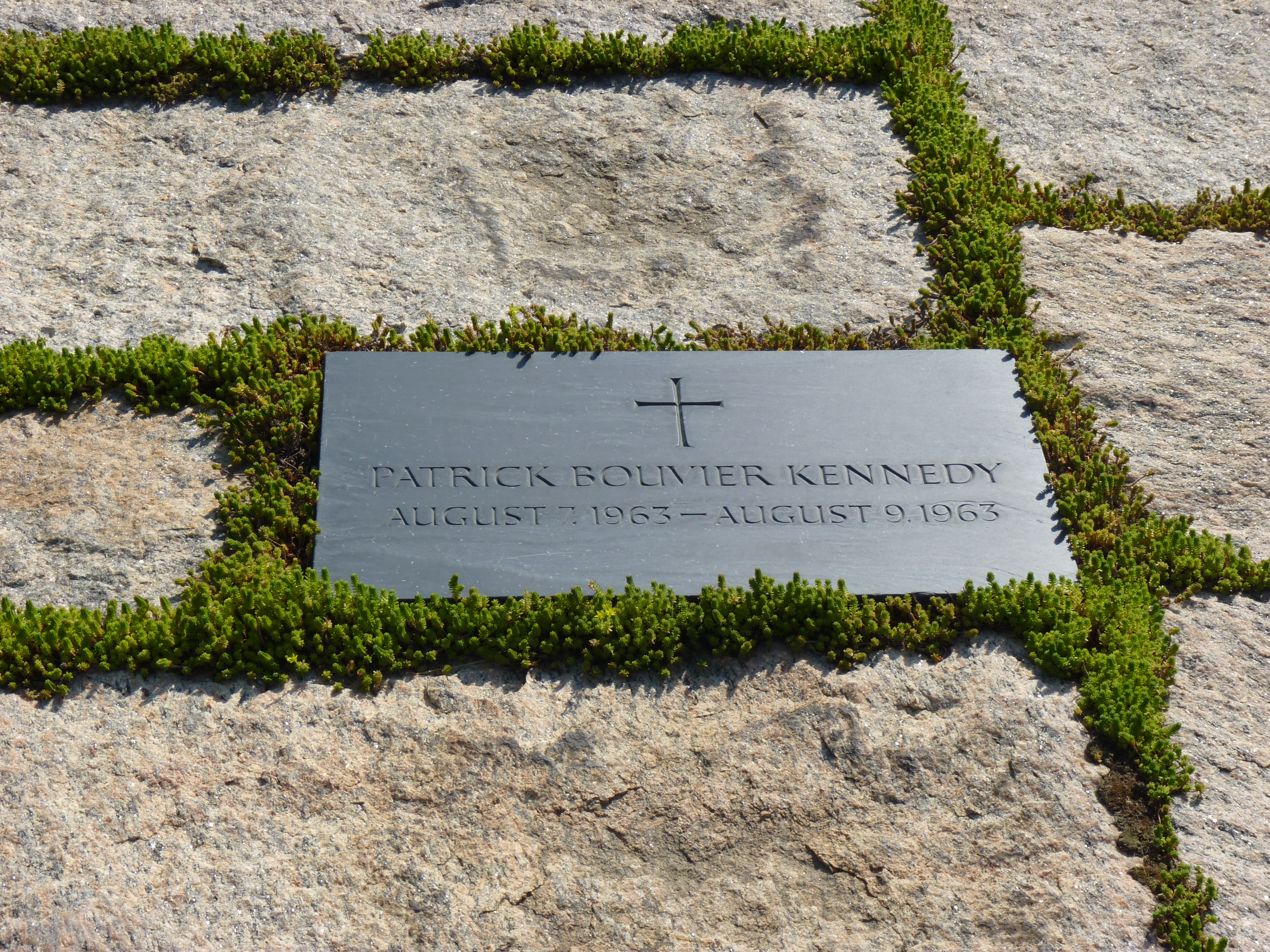
Patrick Bouvier Kennedy
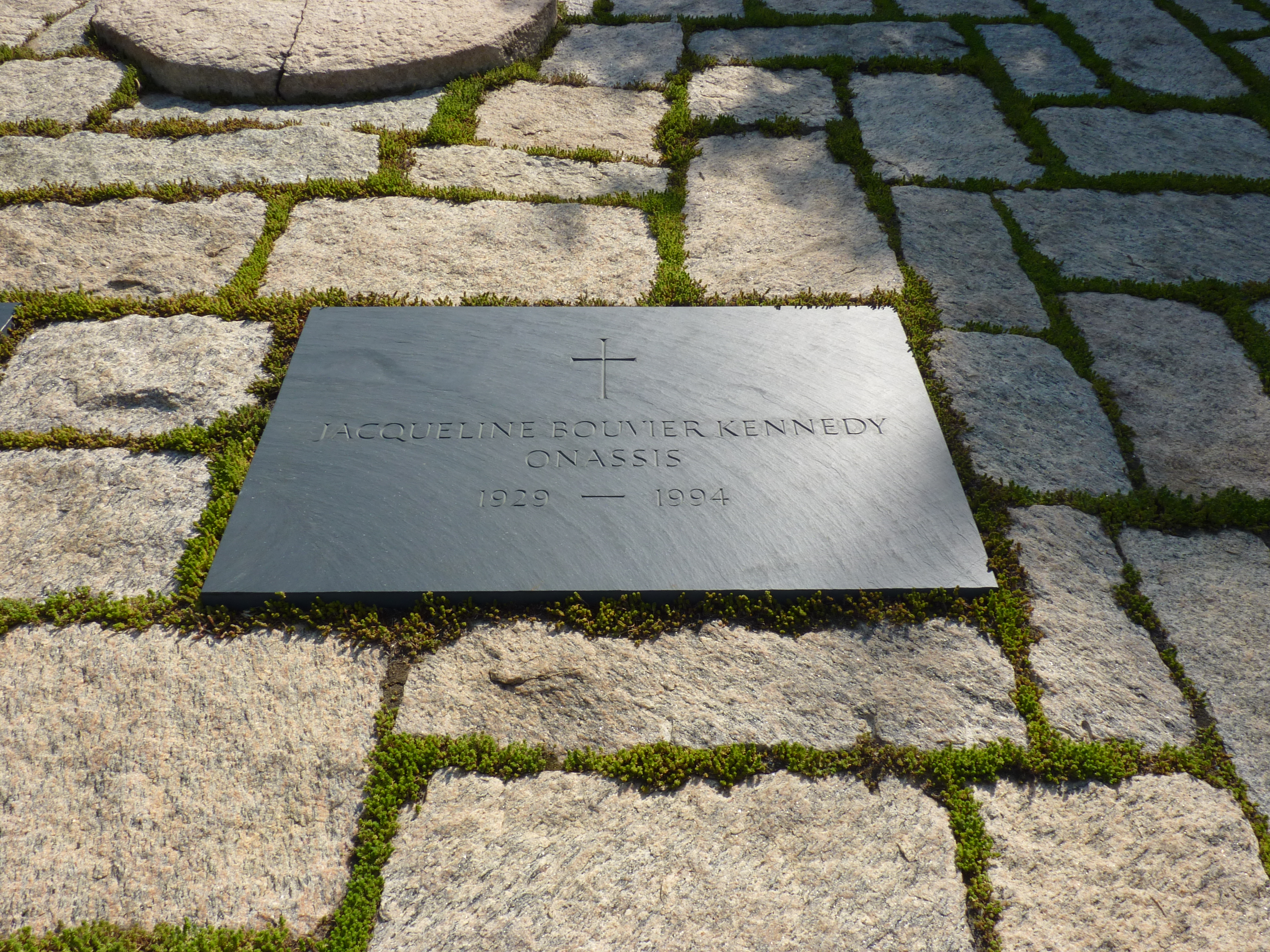
Jacqueline Bouvier Kennedy
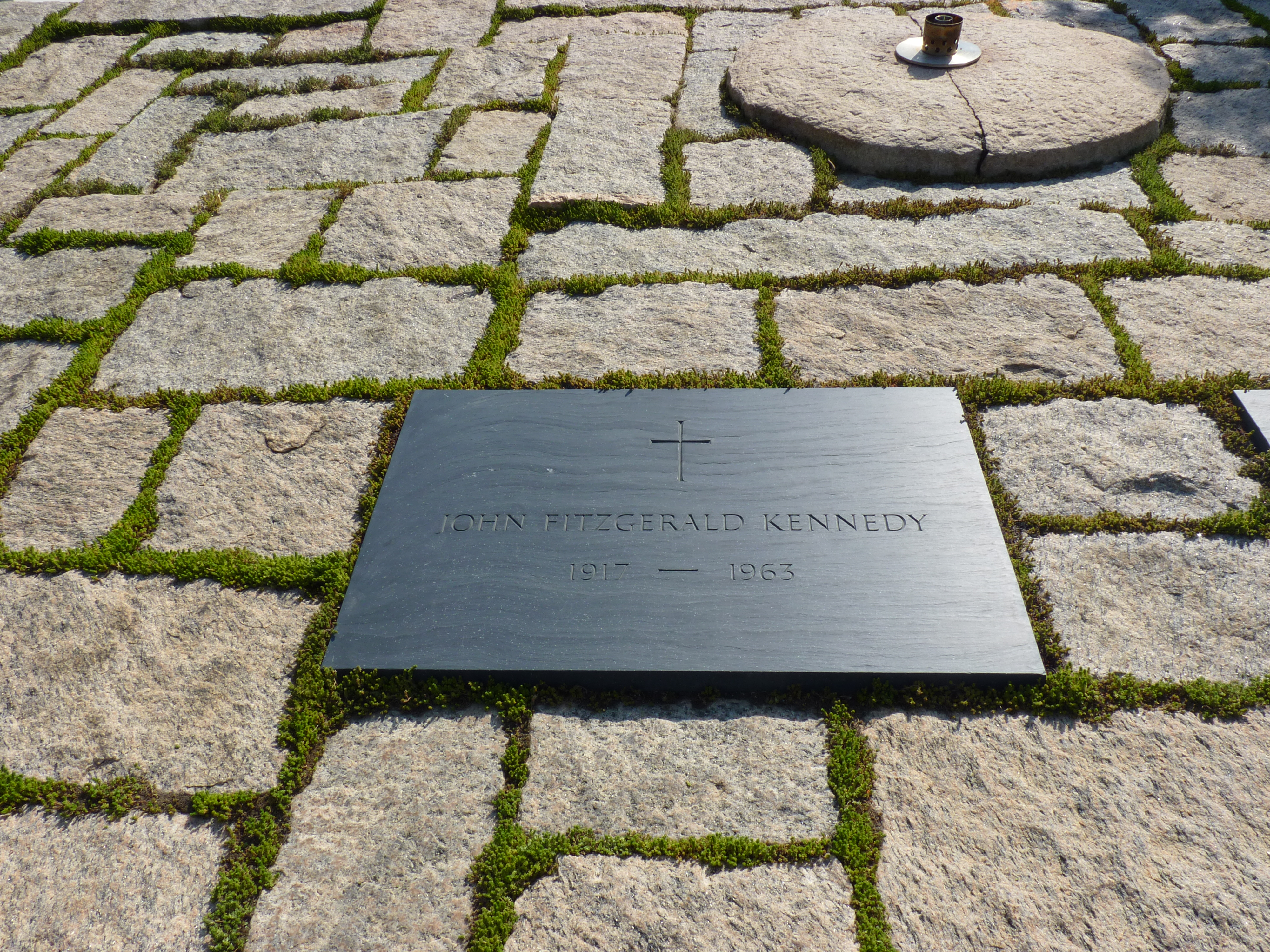
John Fitzgerald Kennedy
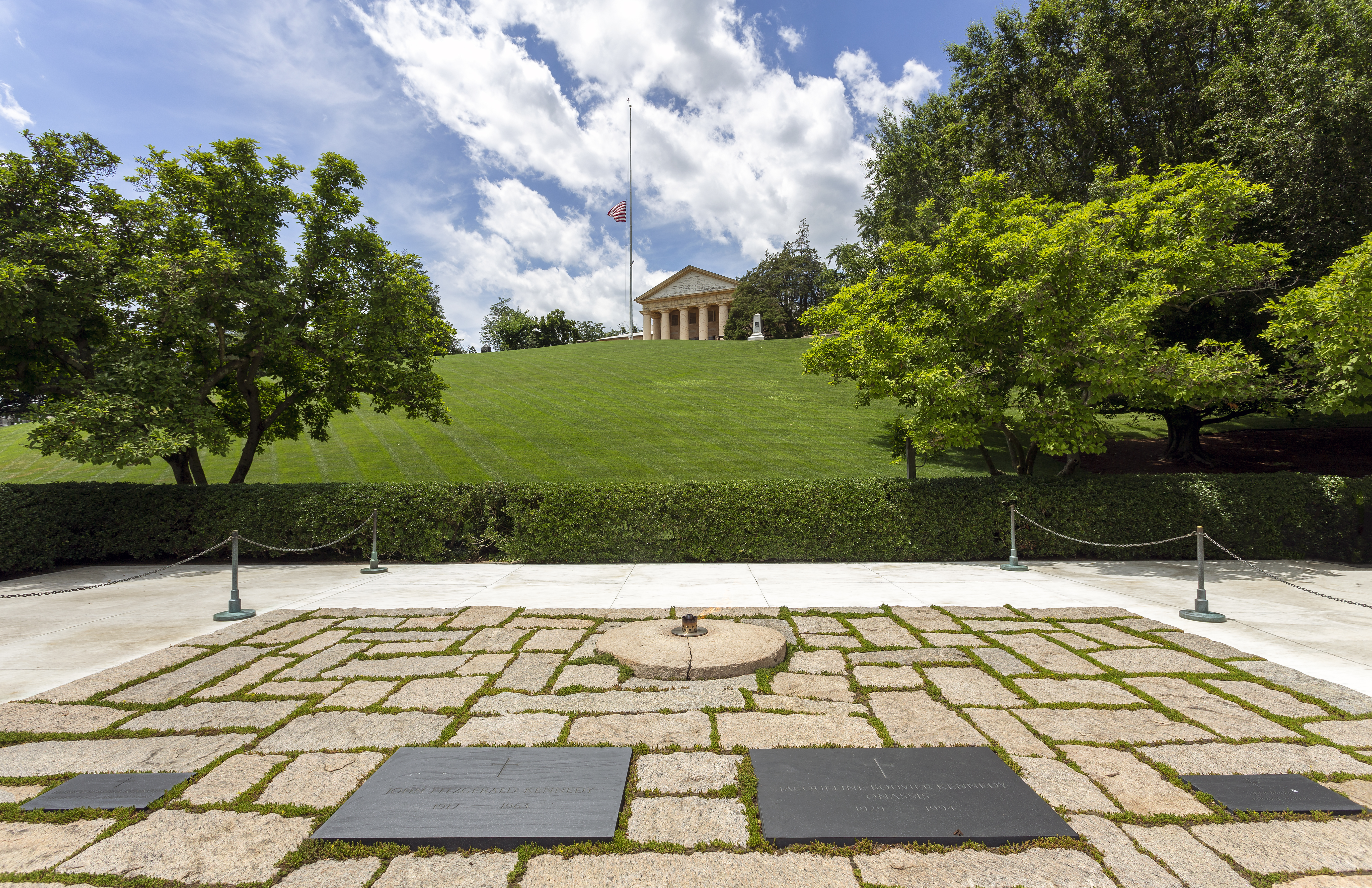
Sépulture de la famille Kennedy

### Santé fragile et occultation de sa condition

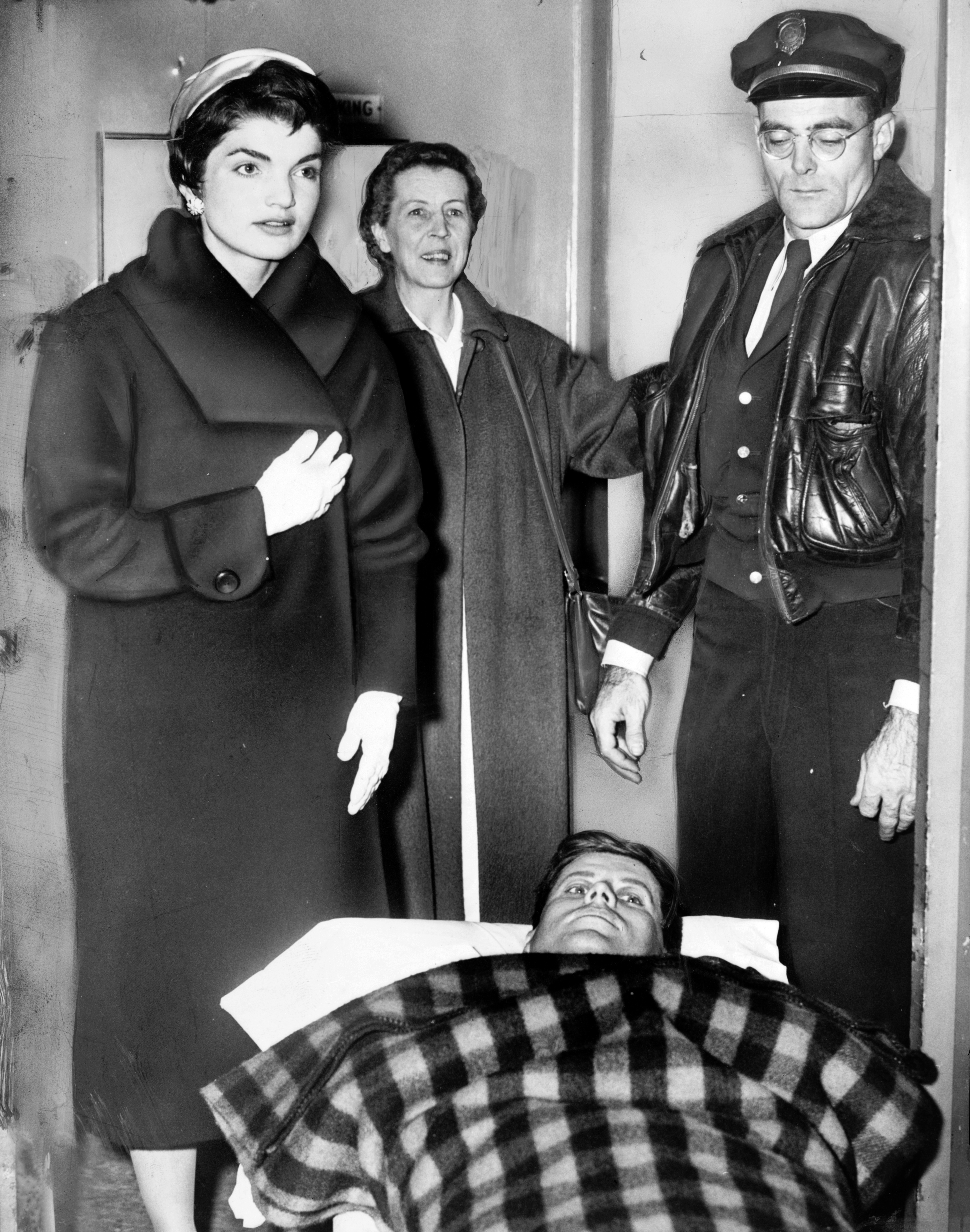
Kennedy allongé sur une civière après une opération de la colonne vertébrale, accompagné de Jackie, 21 décembre 1954.

Kennedy souffre pratiquement toute sa vie de problèmes de dos : né avec une colonne vertébrale instable selon un de ses chirurgiens en 1947 (ce qui est remis en cause par une étude de 2017 se basant sur ses radiographies et penchant pour une origine multifactorielle), ce qui l'oblige à utiliser des béquilles cachées au public, à se reposer fréquemment dans son fauteuil à bascule devenu célèbre et à porter un  corset dorsal de 20 centimètres. Dès sa jeunesse, il fut régulièrement hospitalisé du fait de sa santé fragile et par intermittence eut de douloureux problèmes gastriques (probablement l'intestin irritable). Les problèmes de coliques néphrétiques ainsi qu'à la tête furent constants, malgré plusieurs séjours à la clinique Mayo. Il souffre notamment d'une infection urinaire et d'une agranulocytose. Il est de plus atteint de la maladie d'Addison, sorte de déficience (encore mortelle à son époque) des glandes surrénales, lesquelles produisent des hormones anti-inflammatoires (cortisol).
Pour soulager ses douleurs, il reçoit régulièrement des injections de cortisone, de novocaïne et de stéroïdes, il prend des amphétamines, ce cocktail médicamenteux lui permettant de déployer une énergie hors du commun et d'assouvir une libido hyperactive. Les corticoïdes qu'il consomma pour traiter ses douleurs gastriques pourraient d'ailleurs avoir été une cause secondaire de sa maladie d'Addison, c'étaient des médicaments prometteurs durant les années 1930 mais les effets à long terme (l'ostéoporose et l'affaiblissement du système immunitaire) n'étaient pas connus et ont très probablement aggravé son état,. Il est contraint de se faire opérer à plusieurs reprises en raison de problèmes de dos, des opérations risquées dont les résultats sont inférieurs aux attentes. Il reçoit même l'extrême onction à quatre reprises. Excepté pour l'opération de 1954, son état de santé fut gardé secret de son vivant, avec des communiqués mensongers, conscient qu'une fuite mettrait fin à ses ambitions politiques, même si ses prédécesseurs présidentiels Wilson, Coolidge, Roosevelt et Eisenhower avaient aussi imposé la confidentialité sur leurs ennuis de santé.
Un pathologiste présent lors de l'autopsie de Kennedy a affirmé que ses glandes surrénales, en 1963, semblaient avoir pratiquement disparu. Les animaux à qui on a retiré les glandes surrénales meurent invariablement après une courte période. A supposer que les observations du pathologiste soient confirmées, il est donc probable que Kennedy n'ait pas vécu plus que quelques années et soit mort avant la fin de son second mandat, s'il n'avait pas été assassiné et avait été réélu.

### Carrière militaire durant la Seconde Guerre mondiale

#### Guerre du Pacifique

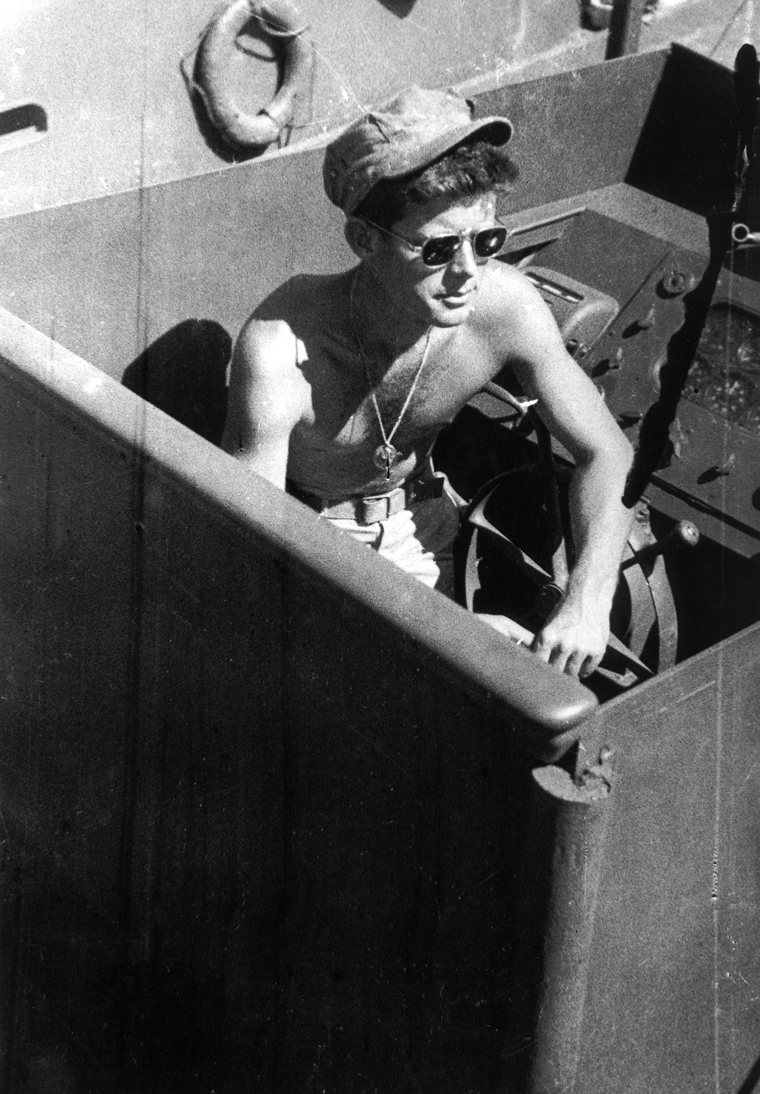
Le lieutenant John Fitzgerald Kennedy à bord du PT-109 en 1943.

Au printemps 1941, durant la Seconde Guerre mondiale, Kennedy veut s'enrôler dans l'armée, mais est déclaré inapte en raison de ses problèmes de santé. Il est finalement accepté grâce à l'intervention de son père. D'abord mobilisé à l'arrière, il obtient de servir sur plusieurs navires de la flotte américaine du Pacifique et devient commandant d'un patrouilleur avec le grade de Lieutenant.
Durant la guerre du Pacifique, le 2 août 1943 à deux heures du matin, son patrouilleur (une vedette lance-torpilles), le PT-109, est coupé en deux par le destroyer japonais Amagiri au large des îles Salomon. Kennedy est projeté sur le pont et se blesse au dos, ce qui aggrave ses douleurs ; en mer, il réussit malgré tout à haler un membre de son équipage blessé sur près de cinq kilomètres et à mettre pied sur une île, d'où il nage pour donner l'alerte : son équipage est récupéré. Ce fait d'armes lui vaut la Navy and Marine Corps Medal avec la citation suivante :

« Pour sa conduite extrêmement héroïque comme officier commandant de la vedette lance-torpilles PT 109, après la collision et le naufrage de ce vaisseau, sur le théâtre de la guerre du Pacifique, les 1er et 2 août 1943. Peu soucieux du danger personnel, le lieutenant Kennedy a bravé sans hésitation les difficultés et les risques de l'obscurité pour diriger les opérations de sauvetage, nageant plusieurs heures pour trouver de l'aide et de la nourriture après avoir réussi à ramener son équipage à terre. Son remarquable courage, sa ténacité et ses qualités de chef ont permis de sauver plusieurs vies, conformément aux plus hautes traditions de la Marine des États-Unis. »

Il participe également à l'évacuation de Marines encerclés par les Japonais lors du raid sur Choiseul le 2 novembre 1943. Kennedy reçoit d'autres décorations pendant la guerre, dont la Purple Heart. Il est démobilisé au début de 1945 quelques mois avant la capitulation du Japon. Un film de propagande raconte son aventure. Le décès de son frère aîné et les erreurs politiques de son père (qui était favorable au maintien de la paix avec Adolf Hitler) font de lui l'espoir politique de la famille.

#### Récompenses et médailles militaires
|  |                                         |  |
|  | Bronze star · Bronze star · Bronze star |  |

| Navy and Marine Corps Medal | Purple Heart                                                 | American Defense Service Medal |
| American Campaign Medal     | Asiatic-Pacific Campaign Medal avec trois étoiles de service | World War II Victory Medal     |

## Ascension politique

### Représentant et sénateur américain (1946-1960)
Après la Seconde Guerre mondiale, Kennedy commence donc une carrière politique en se faisant élire en 1946 à la Chambre des représentants dans une circonscription à majorité démocrate. Il est réélu deux fois en 1948 et 1950, largement malgré ses positions qui ne sont pas toujours en accord avec celles du président Harry S. Truman ou du Parti démocrate.

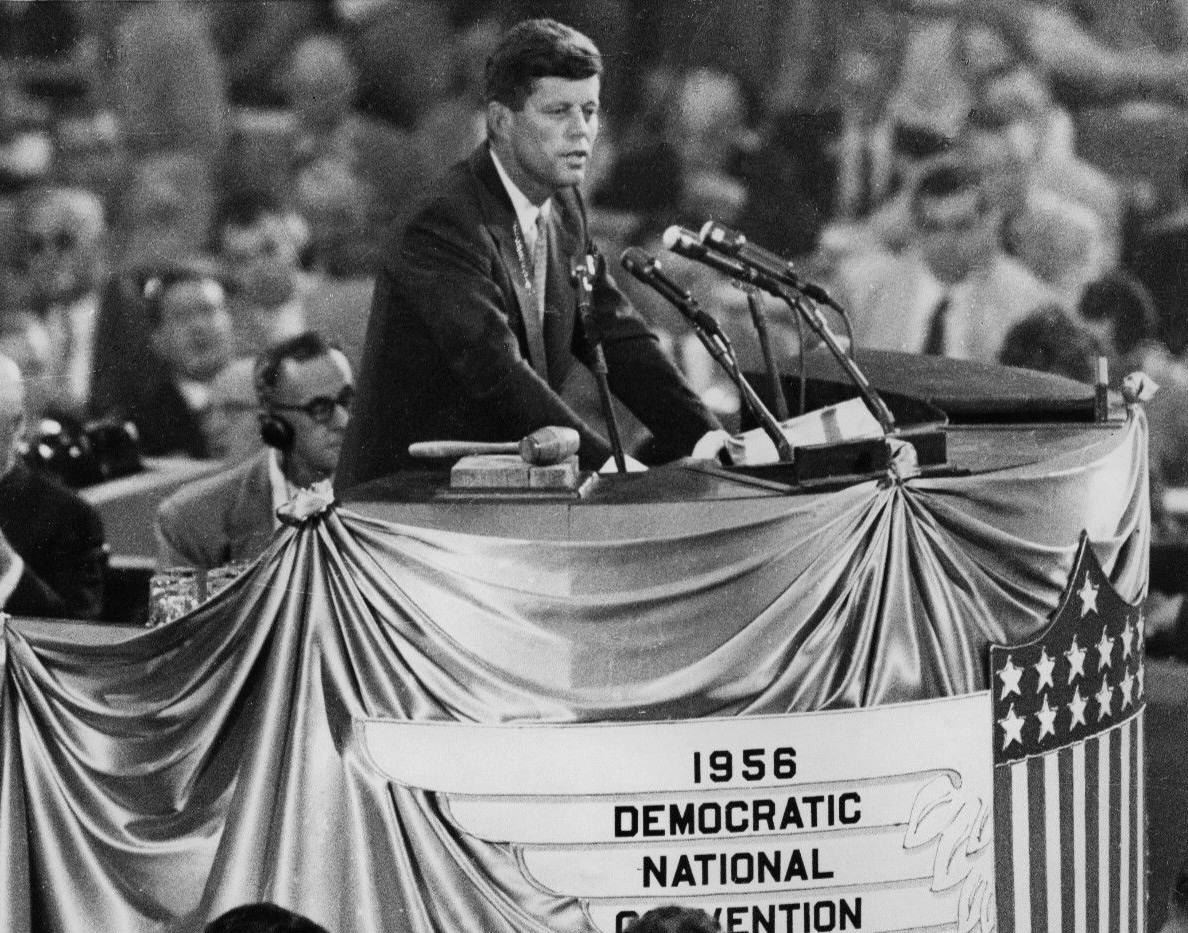
Kennedy prononçant le discours de nomination d'Adlai Stevenson pour l'investiture présidentielle à la Convention nationale démocrate de 1956 à Chicago.

En 1952, il est candidat au siège de sénateur avec le slogan : « Kennedy en fera plus pour le Massachusetts ». Avec l'appui de son père et de tout le clan familial, il réussit à battre son concurrent républicain, le sénateur sortant Henry Cabot Lodge Jr. en obtenant 51,5 % des voix. Cependant, il ne s'oppose pas au sénateur Joseph McCarthy, un ami de la famille, qui mène une campagne agressive dans le but d'extirper les prétendus espions communistes au sein du gouvernement. Il profite d'un séjour à l'hôpital pour ne pas voter la motion de censure contre McCarthy en 1954, ce qui lui sera longtemps reproché par l'aile gauche du Parti démocrate, Adlai Stevenson et Eleanor Roosevelt en tête. En 1956, il échoue à obtenir l'investiture démocrate pour la vice-présidence pour l'élection de la même année, après que Stevenson a laissé le congrès sélectionner le candidat, Kennedy terminant deuxième au scrutin et s'inclinant face au sénateur Estes Kefauver du Tennessee, mais bénéficiant en conséquence d'une visibilité nationale. En 1958, il est réélu sénateur avec 73,2 % des suffrages face au républicain Vincent J. Celeste.
En 1955, alors en pleine convalescence, il écrit un livre Profiles in Courage (Portraits d'hommes courageux) où il fait la biographie de huit sénateurs qui ont risqué leur carrière pour défendre leurs points de vue. Ce livre, dont la paternité est aujourd'hui accordée à Ted Sorensen, conseiller juridique et bras droit de Kennedy et auteur de ses plus grands discours, recevra le prix Pulitzer en 1957.

### Élection présidentielle de 1960
Kennedy se déclare candidat pour succéder à Eisenhower le 2 janvier 1960. Dans sa déclaration de candidature, Kennedy insiste sur la nécessité d'un désarmement mondial, qualifiant la course aux armements de « fardeau »[réf. nécessaire].
Le Parti démocrate doit choisir entre lui et les sénateurs Hubert Humphrey, Lyndon B. Johnson et Adlai Stevenson. Kennedy remporte les élections primaires dans certains États-clés, comme le Wisconsin et la Virginie-Occidentale et obtient la nomination de son parti à la convention nationale. Son colistier est Lyndon B. Johnson, soutenu par les États du Sud. Pendant la campagne électorale, les débats tournent autour du rôle des États-Unis dans le monde, du problème de la pauvreté, de l'économie et de l'équilibre de la terreur face aux missiles porteurs d'armes nucléaires de l'Union soviétique, mais aussi sur la religion catholique pratiquée par le candidat.
À partir des années 1950, le jeune sénateur démocrate du Massachusetts J.F. Kennedy fait des apparitions dans plusieurs talk-shows, notamment Meet the Press très populaire à cette époque. C'est ainsi que Kennedy va prendre conscience et créer par lui-même son image du nouveau politicien. Ce qui l'amènera à être choisi pour prononcer le discours de candidature de Adlai Stevenson à la Convention nationale démocrate de 1956. Lors de cette épreuve, il gagnera le rôle d'orateur le plus recherché du parti, ce qui sera perçu comme le lancement de sa course à la présidence.

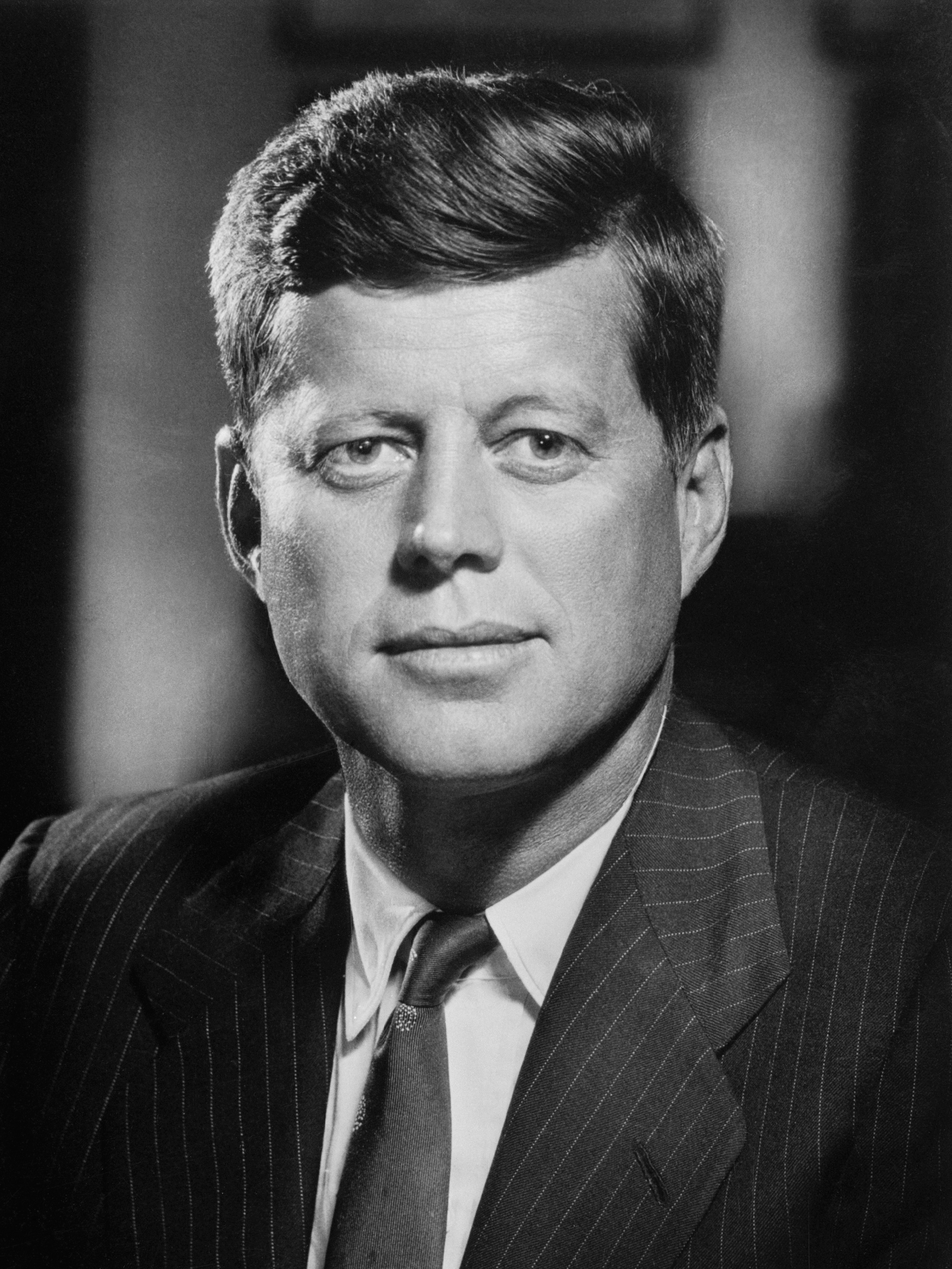
Portrait de John Fitzgerald Kennedy.

Kennedy apparaît, alors qu'il est candidat, dans le Tonight Show de Jack Paar. C'est le premier homme politique important à participer à une émission de fin de soirée. Étant donné l'innovation, aucune règle d'égalité des heures s'appliquant aux émissions de divertissement n'existe. Une aubaine qui lui rapportera en capital sympathie. C'est ainsi que commence la campagne aux élections présidentielles américaines pour John Fitzgerald Kennedy. Le 12 septembre 1960, Kennedy fait une déclaration importante sur la question de la religion et de son catholicisme, devant une assemblée de pasteurs protestants à Houston, au Texas. Il affirme, ce jour-là, qu'il ne serait en aucune manière influencé par la hiérarchie catholique. Il emprunte l'article VI de la Constitution des États-Unis comme contre argument aux spéculations faites à son égard. Son équipe de campagne électorale trouve le discours convaincant et permettant de faire taire les malentendus. Ils s'en serviront comme moyen de communication en distribuant le film du discours aux stations de télévision de tout le pays. Il fut largement retransmis et la plupart des observateurs eurent l'impression que Kennedy avait remporté une victoire décisive et que la question religieuse était maintenant pour lui beaucoup plus un avantage qu'un handicap.
La campagne à l'élection présidentielle américaine de 1960 est une toute nouvelle forme de la communication politique, qui joue la carte de la modernité, combinant l'utilisation de la radio, de la publicité, des sondages et de la télévision. Elle sera à l'origine d'une mythologie qui dépassera très vite les frontières du pays. La campagne est caractérisée par le premier débat télévisé de l'histoire à une élection présidentielle. Elle opposera en quatre duels les deux candidats : John Fitzgerald Kennedy et Richard Nixon. Deux candidats proches sur leurs programmes politiques et leurs âges, mais différents par leurs apparences. R. Nixon est vu comme un personnage politique expérimenté, mais avec une image très déplaisante à la suite des caricatures de Herblock dans le Washington Post. Le premier débat est considéré comme le plus important et se déroule le 26 septembre 1960 à Chicago. L'équipe de Kennedy a parfaitement préparé le rendez-vous comme le confirme le producteur de CBS, Don Hewitt. Le clan Kennedy s’était auparavant bien entouré, avec L. Reinch conseiller en audio-visuel, les réalisateurs F. Schaffner et A. Penn, et le producteur F. Coe afin d’améliorer ses performances. A. Penn demande en coulisse des plans serrés sur son candidat, persuadé que l'équipe de Nixon le suivra. Lors de la prise de parole de Nixon, l'effet attendu est au rendez-vous : les gouttes de sueur qui perlent sur le visage de Nixon, la nervosité apparente, la barbe peu soignée donnent une image désastreuse du candidat à la présidence. De plus, son costume gris se fondant dans les décors créera un contraste face au jeune sénateur, plein d'aisance et d'assurance dans les gestes et la parole, en costume noir parfaitement préparé au duel.
Les critiques récurrentes des caricaturistes visant R. Nixon sont désormais vues en gros plan par les Américains devant leur télévision. Ils seraient en effet entre 65 millions et 74 millions de téléspectateurs à avoir assisté aux débats selon les rapports de cette époque. Avec une estimation de téléviseurs installés dans environ 90 % des foyers, Kennedy avait donc prévu et bien fait de miser sur les techniques modernes, car avant le grand débat du 26 septembre, les sondages donnaient Nixon de peu gagnant avec 47 % face à 46 %. À la suite du débat, Kennedy était estimé à 49 % face à 46 % pour Nixon.

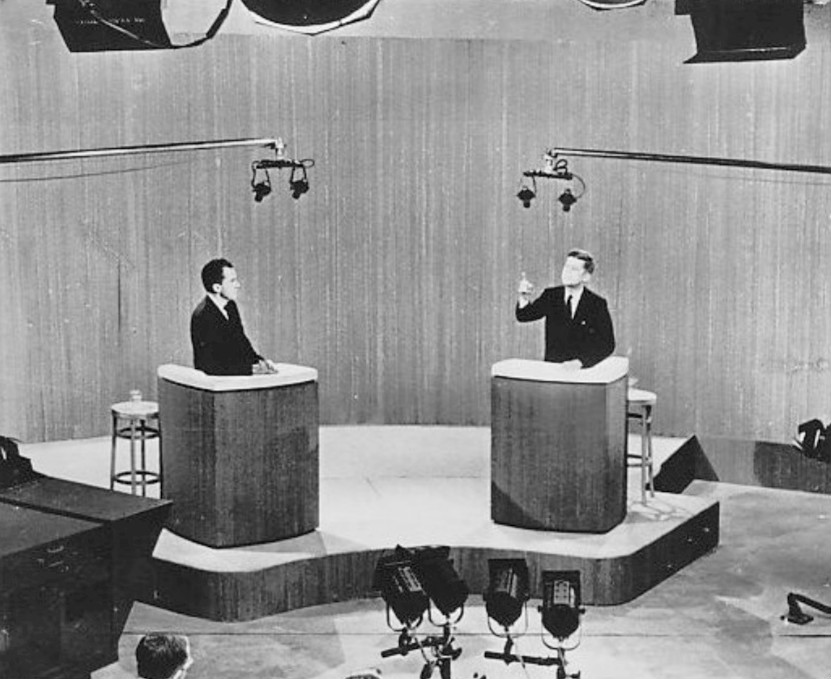
Débat télévisé entre Richard Nixon et John Fitzgerald Kennedy le 21 octobre 1960 à New York.

Les « grands débats » offrent un phénomène attirant, selon le chercheur J. Austin Ranney (en) : « De nombreuses études antérieures à 1960 ont montré que le discours électoral de type traditionnel, quand le candidat A et ses partisans disposent de la salle de réunion ou du studio pour eux seuls, sont suivis et écoutés presque uniquement par les électeurs qui se sont déjà décidés pour ce candidat B évitent les réunions du candidat A et arrêtent la radio ou la télévision quand se fait entendre la voix de A ». Ce que l'on nomme une chambre d'écho. Avec les grands débats, au contraire, non seulement les partisans de Nixon sont obligés d'écouter Kennedy, mais ils peuvent difficilement éviter de le comparer immédiatement avec Nixon. Theodore White, dans The Making of the President, 1960, montre à quel point Kennedy était confiant et bien préparé. « Selon certains sondages, ceux qui ont écouté le débat à la radio estiment que les deux candidats étaient à peu près ex æquo [à l'issue du débat]. En revanche, tous les sondages réalisés auprès des téléspectateurs indiquent que Nixon était considéré comme le perdant (…) Tout cela est dû à l'effet de la télé ». La stratégie de Kennedy, consistait aussi à critiquer l'immobilisme des années de gouvernance de Dwight Eisenhower, dont Nixon est le coresponsable. La métaphore du retard (gap) occupe une part importante dans les discours du candidat. Le clan Kennedy en profite donc pour populariser alors l'idée de grands desseins nationaux pour promouvoir la nécessité de réformes rapides face à l'avance prise par l'URSS. Entouré d'idéologues de la modernisation, dont Walt Rostow est le plus actif, Kennedy renvoie son adversaire dans les cordes de la tradition et du conservatisme. Cette rhétorique du risque rompt avec celle de la sécurité utilisée jusqu'alors par les candidats démocrates.
Sa rhétorique du risque va donc dans le sens de son slogan : la Nouvelle Frontière séduisant ainsi un électorat avide de changement après huit années de présidence républicaine. La victoire de J.F Kennedy, le 8 novembre 1960, est certes celle de la jeunesse, mais aussi celle des transformations de la vie politique américaine, en particulier le renforcement de la médiatisation avec le rôle nouveau joué par la télévision. Mais également celle des mutations de la sociologie de l'électorat, plus jeune et féminisé ; « mais elle est surtout celle des nouvelles techniques de communication, faisant bon usage des sondages, de l'instrument télévisuel et du média training ».
La politique de Kennedy, appelée « Nouvelle Frontière », prévoit la détente envers l'URSS, l'envoi d'un homme sur la Lune, l'égalité des Noirs et des Blancs, la relance de l'économie, la lutte contre la Mafia américaine et l'arrêt de l'expansion communiste dans le monde.
L'élection a lieu le 8 novembre 1960 ; Kennedy bat Nixon de seulement 120 000 voix. Des rumeurs circulent par la suite sur le fait que son père, Joe, aurait utilisé ses liens avec Sam Giancana (patron de la mafia de Chicago) pour que certains comtés décisifs « votent bien ». À 43 ans, Kennedy est le plus jeune président élu : Theodore Roosevelt était plus jeune lors de son accession à la présidence, mais il succédait à William McKinley, décédé en cours de mandat. Il est aussi le premier président des États-Unis de religion catholique. Il faudra attendre 60 ans avant d'avoir un autre président de cette confession avec Joe Biden en 2020.
Le 11 décembre 1960, soit un mois après son élection, Kennedy échappe à une tentative d'assassinat de Richard Pavlick (en) qui prévoyait de faire exploser sa voiture piégée à proximité du président élu lorsqu'il sortirait de la messe. Pavlick renonce à son projet d'attentat-suicide au dernier moment par peur de « faire du mal » à la femme et aux enfants de Kennedy qui l'accompagnaient à ce moment-là.

## Président des États-Unis

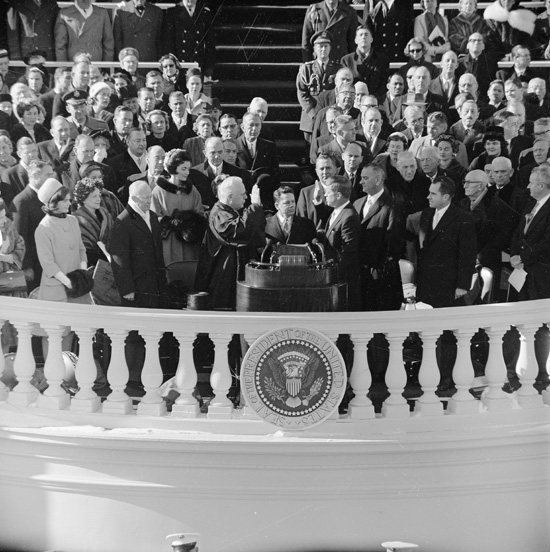
Inauguration officielle du président Kennedy le 20 janvier 1961.

John Fitzgerald Kennedy prête serment sur la bible, sur les marches du Capitole le 20 janvier 1961, à Washington D.C, et devient officiellement le 35e président des États-Unis à l'âge de 43 ans.

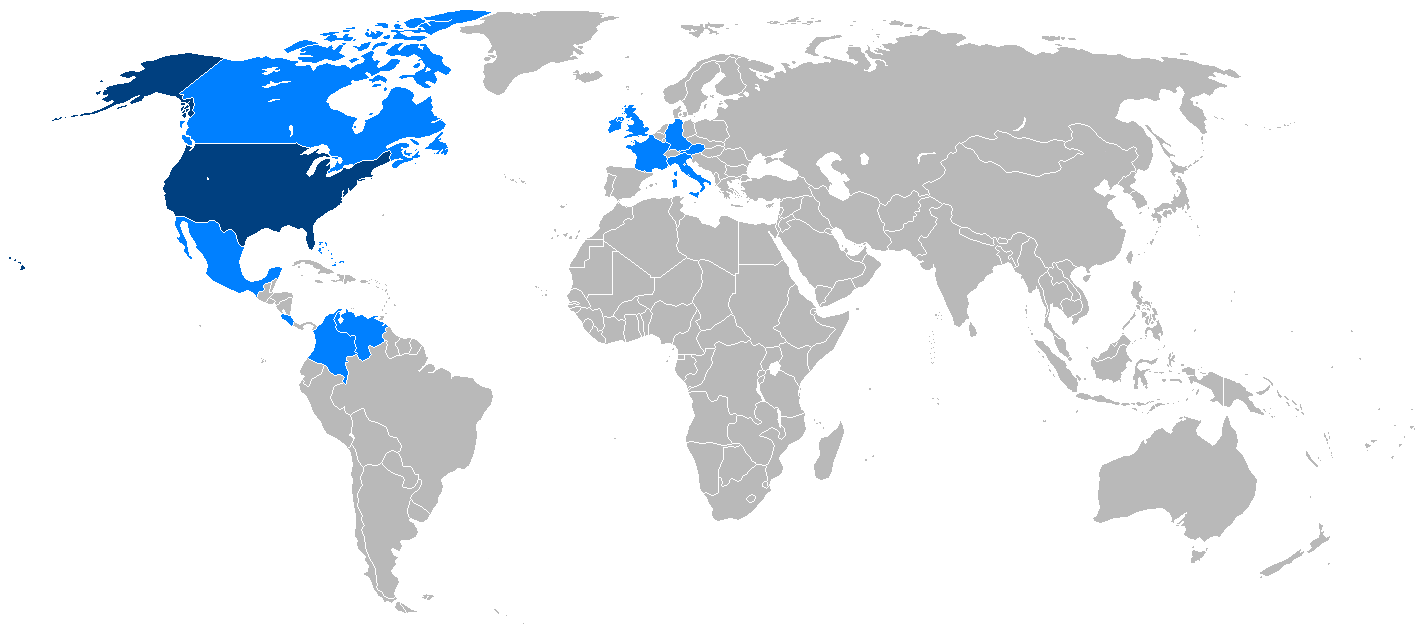
Carte des pays que John F. Kennedy visite durant sa présidence.

### Chronologie

#### 1961

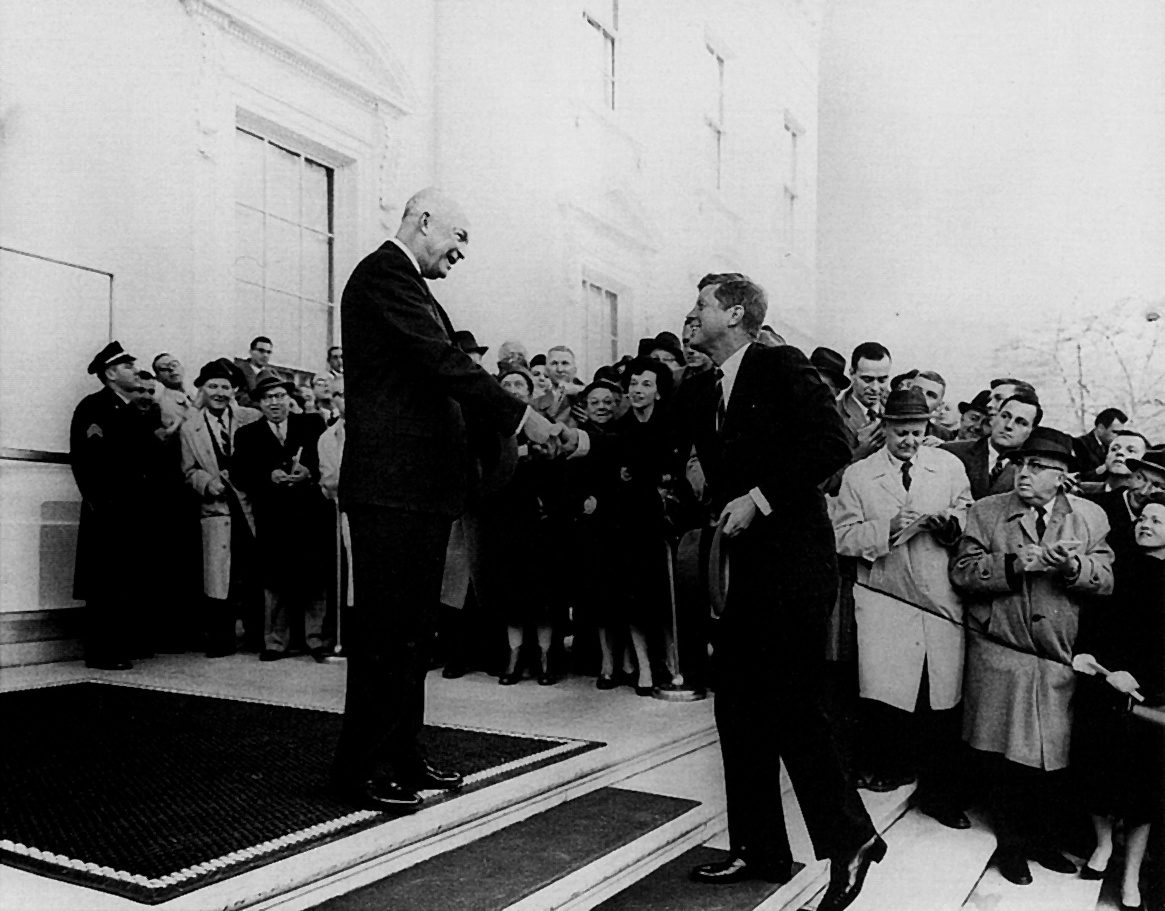
Kennedy serre la main de Dwight Eisenhower après sa nomination, le 20 janvier 1961.

- 20 janvier : entrée en fonction de John F. Kennedy comme 35e président des États-Unis. Son discours est resté dans la mémoire des Américains : « Vous qui, comme moi, êtes Américains, ne vous demandez pas ce que votre pays peut faire pour vous, mais demandez-vous ce que vous pouvez faire pour votre pays. Vous qui, comme moi, êtes citoyens du monde, ne vous demandez pas ce que les États-Unis peuvent faire pour le monde, mais demandez-vous ce que vous pouvez faire pour le monde. ».
- 2 février : Kennedy propose au Congrès sa politique sociale afin de mettre fin à la récession économique. Elle inclut un programme de tickets-nourriture et un accroissement des allocations pour les chômeurs et les personnes sans ressources.
- 1er mars : Kennedy signe un décret créant les Corps de la paix, l’une des institutions les plus marquantes de son gouvernement. Il en confie la direction à son beau-frère Sargent Shriver.
- 28 mars : il lance un programme d’armement parmi les plus importants en temps de paix. Il double le nombre de missiles nucléaires balistiques intercontinentaux Polaris, augmente le nombre de bombardiers stratégiques et augmente celui des autres missiles ; il accroît aussi le nombre de divisions en état d’alerte et quadruple les unités de luttes anti-guérillas.
- 16-18 avril : le gouvernement Kennedy tente d'appliquer un plan initialement préparé par Dwight D. Eisenhower, pour renverser Fidel Castro, le président cubain communiste. Avec l'aide de la CIA, 1 500 exilés cubains retournent dans l'île et tentent de rallier la population ; c'est un échec qui est connu sous le nom de « l'invasion de la baie des Cochons ». En moins de deux jours, Kennedy refusant tout appui aérien, le gouvernement castriste tue ou fait prisonnier les exilés et Kennedy doit négocier leur libération. Elle sera obtenue après 20 mois au prix de 53 millions USD en nourriture et médicaments. Kennedy, dans un discours, se déclare seul responsable du désastre, mais en privé, il déclare que la CIA lui a menti et l'a manipulé pour qu'il donne l'ordre de l'invasion totale de Cuba. Allen Dulles, directeur de la CIA, sera limogé et le reste du mandat de Kennedy sera marqué par une certaine méfiance envers la communauté des services de renseignements (CIA) La capsule Friendship 7 présentée à Kennedy par John Glenn.

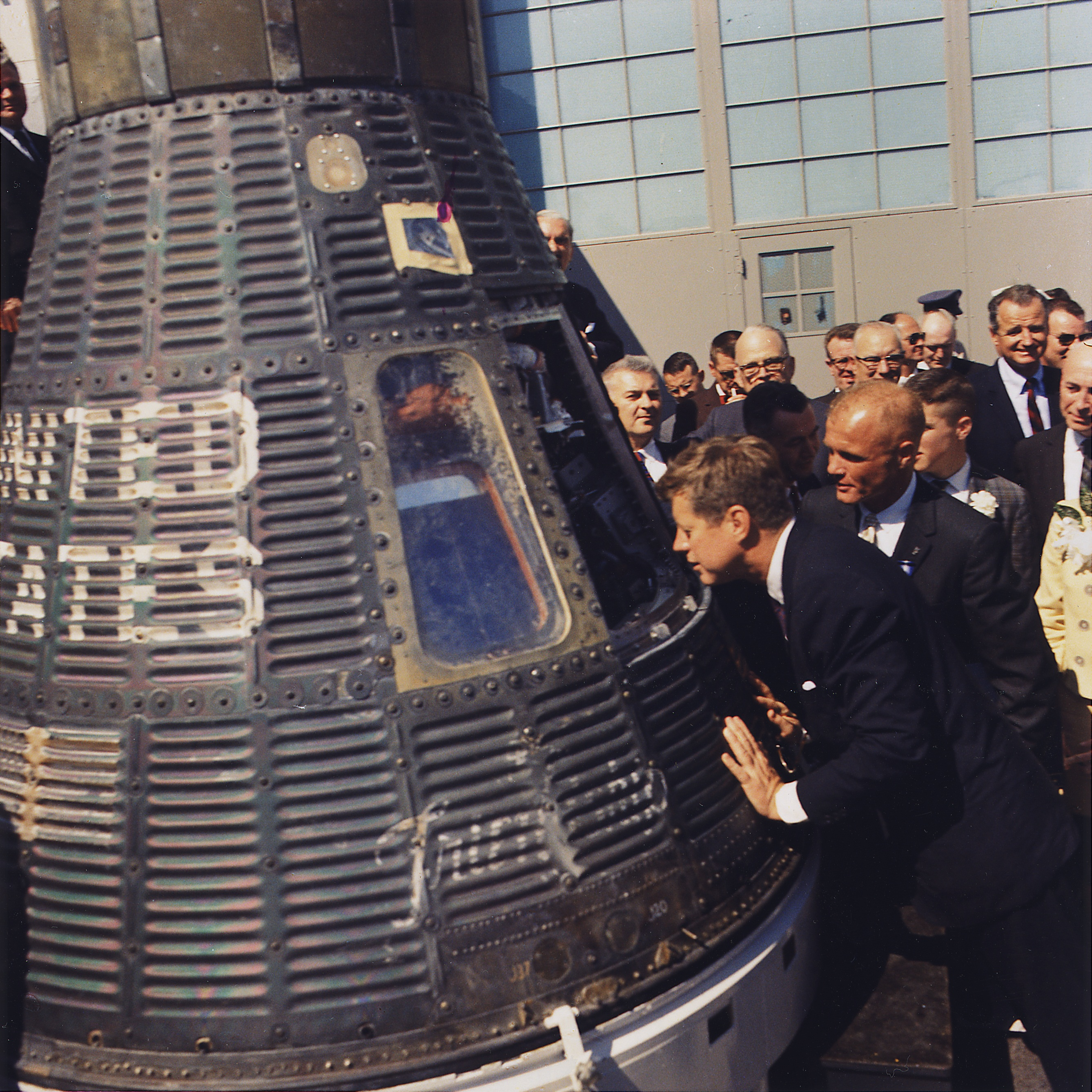
La capsule Friendship 7 présentée à Kennedy par John Glenn.

- 25 mai : Kennedy prononce le Special Message to the Congress on Urgent National Needs, le fameux discours qui donne le coup d’envoi du programme lunaire américain. « Notre nation doit s’engager à faire atterrir l’homme sur la Lune et à le ramener sur Terre sain et sauf avant la fin de la décennie. »
Il répond ainsi à l’URSS qui, en pleine guerre froide, avait pris plusieurs longueurs d’avance dans la conquête spatiale. Il conforte le concept de Nouvelle Frontière de l'espace, qu'il avait déjà évoqué dans un discours d'investiture comme candidat à l'élection présidentielle, le 15 juillet 1960.
- 3 juin : début de la Vienna summit où JFK rencontre Nikita Khrouchtchev afin de mettre en place une coexistence pacifique entre les deux Grands.

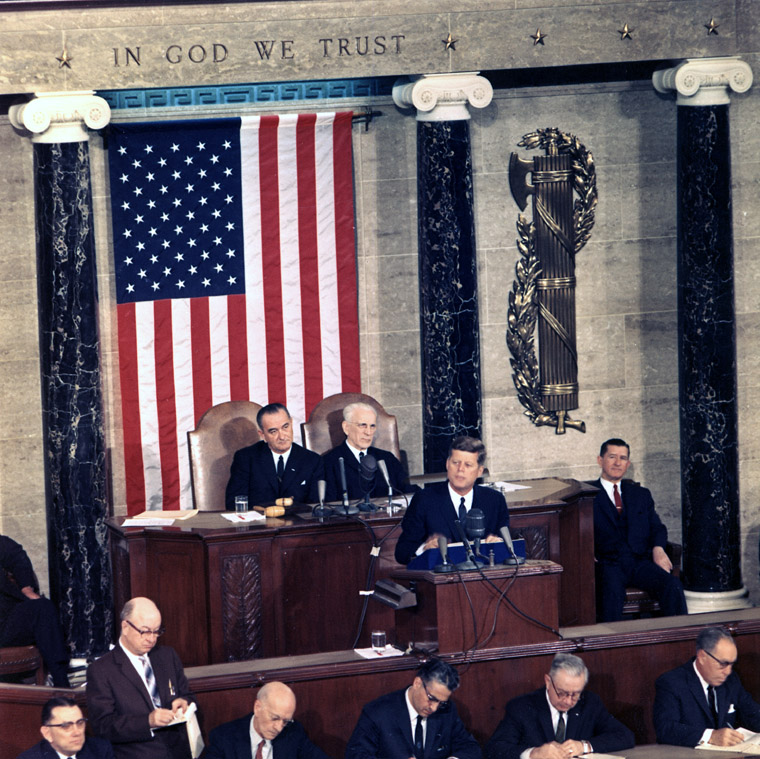
John F. Kennedy prononce le discours annuel sur l'état de l'Union, en 1963. Assis derrière lui, le vice-président Lyndon B. Johnson et le président de la Chambre, John McCormack.

- 13 août : le gouvernement est-allemand commence la construction du mur de Berlin séparant les secteurs Est et Ouest de la ville afin d'empêcher l'exode de sa population vers l'ouest. Bien que cet acte soit contraire à l'accord entre les quatre grandes puissances, Kennedy ne l'empêche pas, car selon l'auteur Seymour Hersh, le président américain avec l'aide de son frère Robert Francis Kennedy alors ministre de la Justice a donné son accord pour la construction de ce mur en échange de l'installation de missiles américains en Grèce et en Turquie et pour obtenir une paix royale en Europe et en Asie du Sud-Est notamment au Laos[réf. nécessaire].
- 3 septembre : Kennedy signe la loi sur le salaire minimum et étend son domaine d’application.
- 30 novembre : Kennedy signe le National Security Action Memorandum 115, autorisant l'utilisation de défoliant au Sud-Vietnam[40],[41]. Selon Richard Reeves[42] et Noam Chomsky[43], il a également autorisé, à la fin de l'année 1961, le recours au napalm pour détruire les récoltes et le couvert végétal. Seymour Hersh ajoute qu'il a permis d'étendre son emploi à l'encontre de cibles civiles[44]. Il lance des programmes de transfert de populations dans des « hameaux stratégiques[44] », à savoir selon Chomsky des camps de concentration ou des bidonvilles[43].

#### 1962
- 3- 7 février : L'administration Kennedy impose l'Embargo économique des États-Unis sur Cuba.
- 14 février : Sur sa demande Cuba est exclu de l'OEA et vote à la majorité l'embargo avec l’île.
- 16 mars : Le président Kennedy refuse d'autoriser la mise en œuvre du projet opération Northwoods.
- 5 juillet : John Fitzgerald Kennedy prononce un discours félicitant l'indépendance de l'Algérie[45].
- 12 septembre : dans le cadre de la course à l'espace, il prononce son discours We choose to go to the Moon, qui influence de façon majeure la politique spatiale américaine.
- 30 septembre : un étudiant noir, James Meredith, s’inscrit pour la première fois à l’université d’État du Mississippi ; des manifestants s’opposent à la déségrégation et le ministre de la Justice, Robert Francis Kennedy — frère du président — utilise 23 000 agents fédéraux pour contrer les manifestants. Les échauffourées font deux morts parmi les manifestants et 160 blessés parmi les forces de l’ordre.
- 14 octobre : des avions espions américains U2 photographient des sites de missiles soviétiques en construction à Cuba. Kennedy est confronté à un dilemme : soit il attaque les sites en risquant une confrontation nucléaire avec l'URSS, soit il ne fait rien et les États-Unis doivent vivre sous la menace d'armes nucléaires tactiques près d'eux. Kennedy décide un blocus de l'île et entame des négociations avec le président du Conseil des ministres soviétique Nikita Khrouchtchev. Durant la crise, il résiste aux pressions des militaires américains, et notamment du général Curtis LeMay, qui réclamait un bombardement des sites de missiles soviétiques à Cuba[46]. Un accord sera trouvé après plusieurs semaines de négociations diplomatiques, les États-Unis s'engagent à ne pas envahir Cuba mais refusent publiquement les demandes de la part de l'URSS de retirer les missiles américains installés en Turquie. Ces demandes lui seront cependant accordées secrètement en avril 1963 par Robert Kennedy[47],[48].

#### 1963
- 18 mai : Ayant pris connaissance de l'existence du réacteur nucléaire de Dimona en Israël, le président Kennedy, dans une lettre au Premier ministre Ben Gourion, demande un accès au site dans un souci de limiter la prolifération des armes nucléaires[49]. Le célèbre journaliste Seymour Hersh, lauréat du prix Pulitzer, relate cette opposition dans son livre The Samson Option. De même que l'historien et écrivain israélien Avner Cohen dans son livre Israël and the Bomb, qui relate cette opposition du président Kennedy à l'obtention de la bombe nucléaire par Israël, opposition que le président maintiendra jusqu'à son décès.
- 11 juin : à la suite de la crise qui oppose le gouverneur de l'Alabama George Wallace, qui refuse l'inscription de deux jeunes étudiants noirs à l'université de l'Alabama, au gouvernement fédéral, Kennedy prononce le discours sur les droits civiques : « Nous sommes, à la fois en tant que pays et en tant que peuple, face à une crise des valeurs morales »[50].
- 26 juin : Kennedy visite Berlin-Ouest et prononce avec Willy Brandt et Konrad Adenauer un discours resté célèbre durant lequel il lancera la phrase (de) « Ich bin ein Berliner » (« Je suis un Berlinois »)[51].
- 4 juillet : Kennedy dans sa première lettre au nouveau Premier ministre Israélien Levi Eshkol, demande à nouveau avec insistance, l'accès à la centrale nucléaire israélienne de Dimona, pour des visites périodiques, dans le but de vérifier que le site n'abrite pas un programme de production d'armes nucléaires. Opposition à la bombe nucléaire israélienne que Kennedy a maintenue jusqu'à son décès[52].
- 28 août : Kennedy rencontre Martin Luther King[53] et les autres dirigeants du mouvement américain des droits civiques après une manifestation, qui rassemble plus de 250 000 Américains, devant le mémorial au président Lincoln.
- 30 août : nouvel accord Kennedy-Khrouchtchev : mise en place d'un téléphone rouge entre la Maison-Blanche et le Kremlin.
- Octobre : Kennedy envisage un désengagement des conseillers militaires américains au Viêt Nam et un accroissement de l’aide pour l’entraînement des forces sud-vietnamiennes[54].
- 7 octobre : Kennedy signe le Traité d’interdiction partielle des essais nucléaires, élaboré à Moscou le 5 août 1963, premier texte international permettant d’envisager un désarmement.

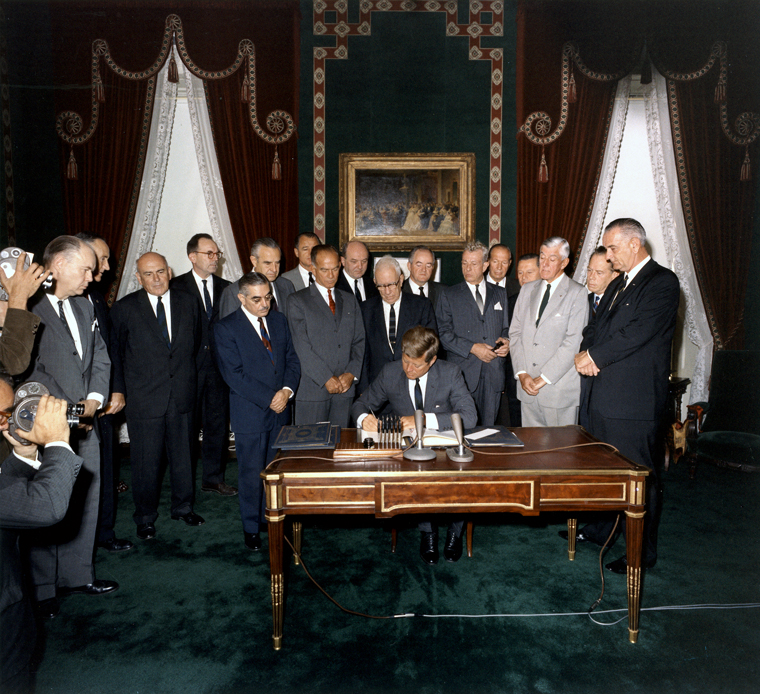
Kennedy signe le traité d’interdiction partielle des essais nucléaires, le 7 octobre 1963.

- 21 novembre : il prépare sa politique de « lutte contre la pauvreté » pour son programme d’action à mettre en œuvre en 1964[réf. nécessaire].
- 22 novembre : il entame la campagne pour sa réélection par un voyage au Texas. L'avion présidentiel Air Force One atterrit sur l'aéroport de Dallas Love Field, où Kennedy et son épouse sont accueillis chaleureusement. À 12 h 30, alors que le cortège présidentiel traverse Dealey Plaza, plusieurs coups de feu sont tirés, le gouverneur du Texas, John Connally, est touché, Kennedy est atteint en pleine tête. Il meurt peu de temps après à l'hôpital Parkland. Son assassinat reste à ce jour[Quand ?], pour beaucoup, non résolu, alimentant les rumeurs et les hypothèses les plus diverses. Le 27 septembre 1964, la commission d’enquête désignée par Lyndon B. Johnson, connue sous le nom de Commission Warren, conclut que Lee Oswald a agi seul dans l'assassinat du président et la blessure du gouverneur du Texas.
- 25 novembre : Kennedy est enterré au cimetière militaire d'Arlington.

### Politique étrangère

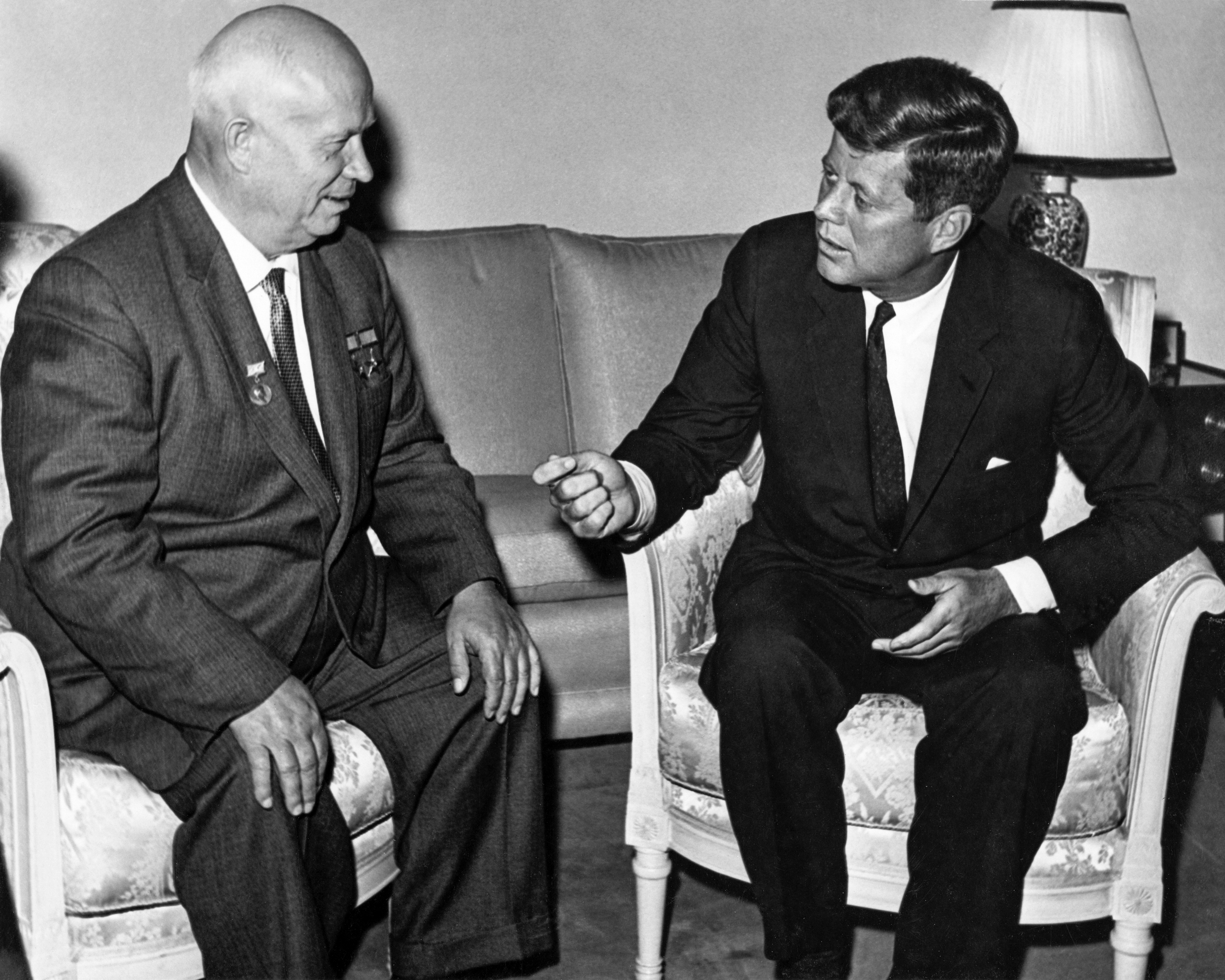
Rencontre de Kennedy et de Nikita Khrouchtchev à Vienne, en 1961.

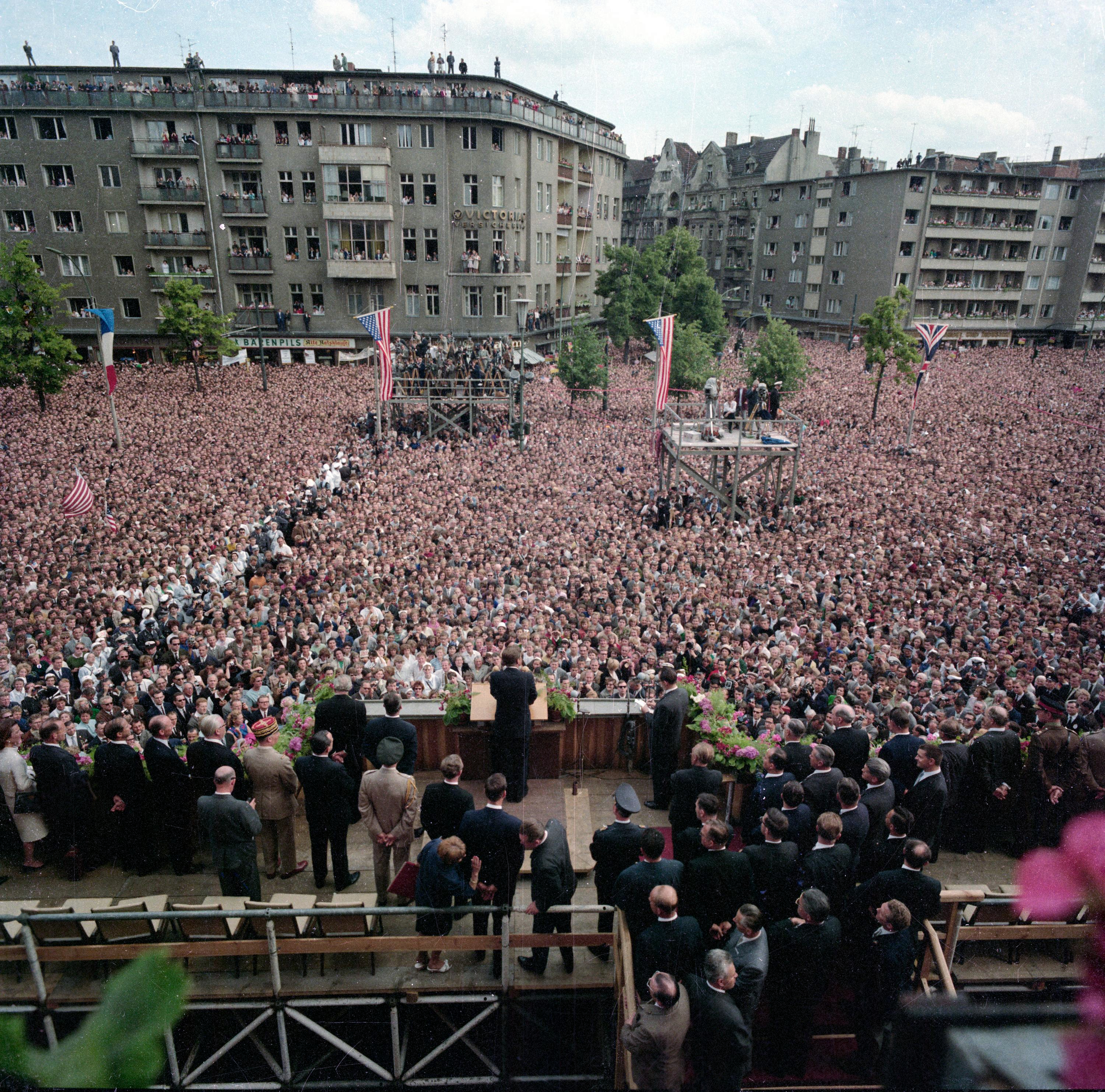
« Ich bin ein Berliner ! ».

Le mandat de Kennedy est marqué par la guerre froide entre l'Union soviétique et les États-Unis et les crises majeures destinées à contrer l'expansion communiste. Au début de sa présidence, il pense que le monde peut s'améliorer par des moyens pacifiques et il crée les Corps de la paix. Ce programme, qui existe toujours, permet à des volontaires américains d'aider les pays en développement dans les domaines de l'éducation, de l'agriculture, de la santé et du bâtiment.
Kennedy développa des liens d'amitié étroits avec le Royaume-Uni et la RFA. Cependant, les relations avec le Canada seront faibles, John Diefenbaker ne supportant pas Kennedy et réciproquement. Le Premier ministre du Canada suivant, Pearson, s'entendra en revanche très bien avec lui et acceptera l'installation de bases nucléaires américaines au Canada.
Les relations avec la France de Charles de Gaulle sont constantes mais tendues, les deux dirigeants ayant cependant un grand respect l'un pour l'autre. La volonté de de Gaulle d'accroître la puissance militaire et économique de la France produit de vives tensions entre les deux hommes : d'après Ted Sorensen, dans un moment de colère, Kennedy aurait traité de Gaulle de « salopard »[réf. nécessaire].
La crise des missiles de Cuba montre que le risque d'une guerre nucléaire n’est pas négligeable et que les États-Unis et l'URSS sont « au bord du gouffre », d’où une attitude plus mesurée en Europe. Cette attitude est d'ailleurs déjà effective avant cette crise, comme le prouve le fait que les Américains restent passifs lorsque l'Allemagne de l'Est lance la construction du mur de Berlin dans la nuit du 12 au 13 août 1961 et que les pays du bloc de l'Est rendent leurs frontières quasiment étanches. Après une tentative de retrait, Kennedy essaie malgré tout de contenir l'expansion soviétique en envoyant des conseillers militaires, puis des troupes, au Viêt Nam. En octobre 1963, il signe un mémorandum ordonnant le retrait de 1 000 soldats du Viêt Nam avant la fin de 1963 car il pensait la guerre bientôt gagnée. Ce mémorandum sera annulé par Lyndon B. Johnson.
Cependant, une facette moins connue du personnage présente l'ex-président démocrate comme un artisan majeur de l'escalade de la guerre du Viêt Nam, en ayant directement été à l'origine d'un coup d'État militaire fomenté contre le président sud-vietnamien Ngô Đình Diệm,,,, voire le commanditaire direct de l'assassinat de celui-ci, parce que Diệm était opposé à un accroissement de l'engagement militaire américain au Vietnam et envisageait de rompre l'alliance de son pays avec les États-Unis. Cependant Kennedy ayant signé un mémorandum pour le retrait de 1 000 soldats, on croit plus souvent qu'il avait pris conscience à l'été 1963 de s'être engagé dans un bourbier et jugeait nécessaire par l'intermédiaire de Dương Văn Minh d'éliminer un chef d'État catholique impopulaire qui réprimait une opposition bouddhiste croissante depuis mai 1963,. Aussi en août 1963 l'administration Kennedy se montra favorable à Dương Văn Minh qui mit à exécution le coup d'État. Toutefois une enquête des Nations unies en 1963 conclut à la liberté du culte bouddhiste ; tandis que selon l'historien Mark Moyar, Diệm avait mené des politiques publiques favorables aux communautés bouddhistes du Sud-Vietnam, en leur donnant la permission de mener des activités religieuses qui étaient interdites par l'ex-puissance coloniale française, et en finançant la construction d'écoles bouddhistes, l'organisation de cérémonies et la construction de nouvelles pagodes. Parmi les dix-huit membres du cabinet Diệm, il y avait cinq catholiques, cinq confucéens et huit bouddhistes, dont un vice-président et un ministre des affaires étrangères. Seuls trois des dix-neuf meilleurs responsables militaires étaient des catholiques. Une partie non négligeable des immolations et révoltes bouddhistes furent le fruit d'une infiltration des guérilleros communistes déguisés en bonzes.
En août 1963, Kennedy signe le traité de Moscou qui interdit les essais nucléaires dans l'atmosphère. Il s'agit de lutter contre la prolifération des armements et contre les effets à long terme des retombées radioactives. Les États-Unis, le Royaume-Uni et l'URSS en sont les premiers signataires et Kennedy considère qu'il s'agit là d'une des actions majeures de son gouvernement. Au Salvador, son administration appuie la création de l'Orden (Organisation démocratique nationaliste) afin d'organiser et de surveiller la population rurale (l’Amérique centrale est alors agitée par des guérillas en lutte contre des gouvernements dictatoriaux) mais celle-ci se comporte rapidement en escadron de la mort. Après le coup d’État militaire du 24 septembre contre le gouvernement réformiste de Juan Bosch en République dominicaine, « Kennedy rompt les relations diplomatiques avec le pays tout en abandonnant Bosch à son triste sort qui s'exilera à San Juan de Porto Rico ». « La démocratie n'y aura tenu que sept mois ». Les relations diplomatiques entre les deux pays seront rétablies le 14 décembre 1963 par le président Johnson et les pustchistes ainsi reconnus. De même, début octobre 1963, Kennedy suspend les relations diplomatiques avec le Honduras après le renversement du libéral Modesto Rodas Alvarado (en) par Oswaldo López Arellano, coupe l'aide militaire à la junte et rappelle le personnel américain engagé dans la coopération ; ce n'était peut-être que provisoire du fait que l'année précédente au Pérou à l'été 1962, il avait suspendu seulement un mois ses relations diplomatiques en réaction à un coup d'État. Mais au Honduras comme en République dominicaine ce fut Johnson qui, peu après l'attentat de Dallas, -en 1964-, reconnut cette deuxième junte militaire, issue à l'automne 1963 d'un coup d'état .

### Politique intérieure
Kennedy milite contre la ségrégation raciale, en prenant pour modèle Abraham Lincoln. Il soutient Martin Luther King, et le rencontre lors de sa marche sur Washington en 1963.
L'un des problèmes les plus importants auquel Kennedy doit faire face est celui de mettre fin aux mesures discriminatoires contre les minorités ethniques qui restent légales dans certains États. Un arrêt de 1954 de la Cour suprême des États-Unis interdit la ségrégation dans les écoles publiques, mais est resté lettre morte dans de nombreux États du Sud. Par ailleurs, des mesures discriminatoires restent toujours en vigueur dans d'autres lieux publics, tels que les transports urbains, les cinémas et les restaurants.
Il fait beaucoup pour la conquête de l'espace, en lançant le programme Apollo (We choose to go to the Moon).
Sur le plan social, son programme Nouvelle Frontière vise à améliorer le sort des classes modestes et des droits civiques de ses concitoyens noirs. Sur ces objectifs, Kennedy se heurte souvent, ce qui est courant aux États-Unis, à un Congrès dont la majorité n'est pas celle de son courant politique. Ici, cependant, le Congrès est en majorité démocrate, mais cette dernière est dominée par les démocrates du Sud, conservateurs sudistes hostiles à la disparition de la ségrégation.
Sur le plan économique, le président Kennedy est conseillé par des économistes de la synthèse néoclassique qui lui conseillent de mettre en place un plan de relance qui permette de sortir le pays de la sous-production dans laquelle il était bloqué du fait des politiques austéritaires d'Eisenhower. La relance Kennedy-Johnson est ainsi lancée.

### Bilan et historiographie

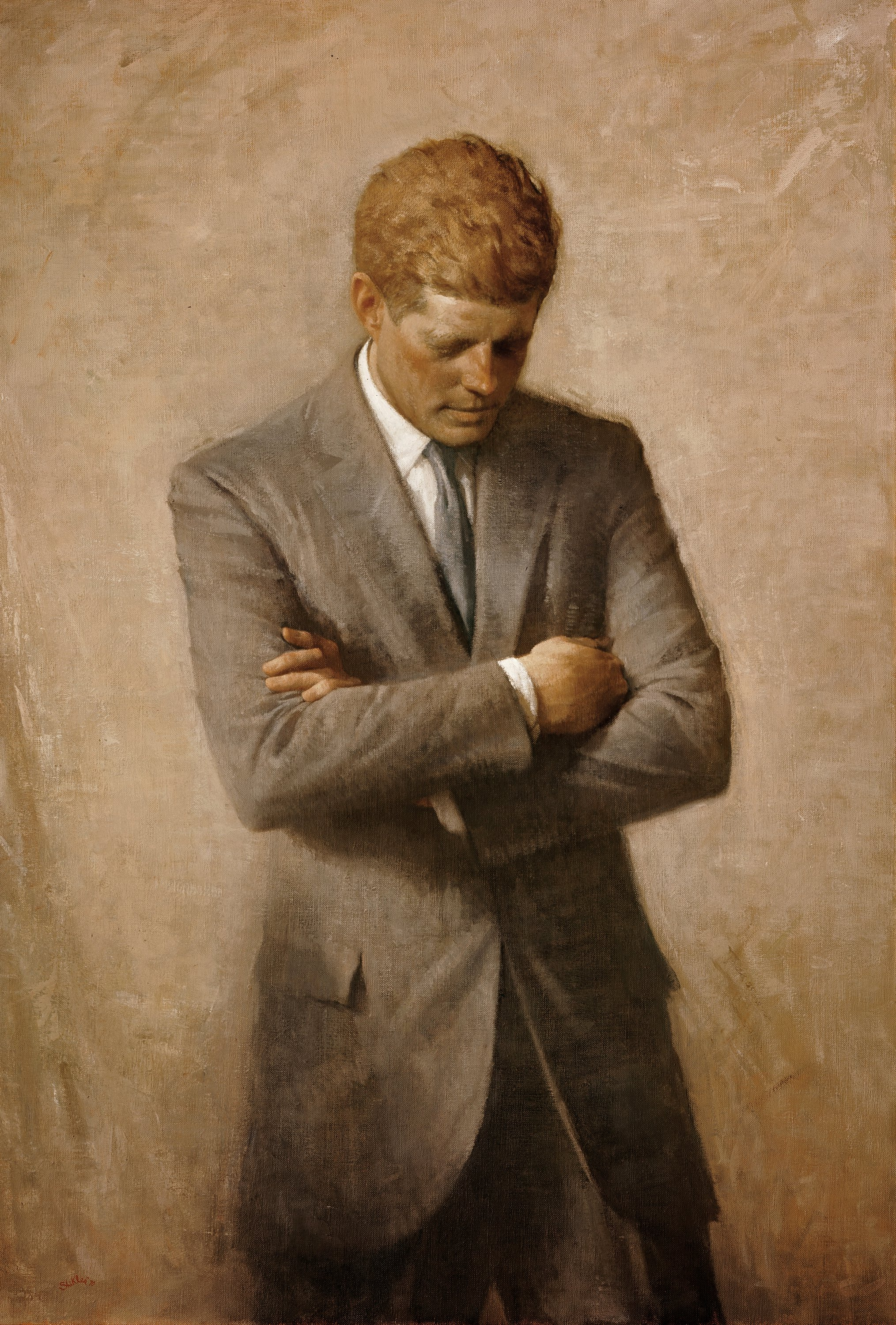
Portrait officiel posthume de John F. Kennedy par Aaron Shikler.

Les presque trois ans de présidence de Kennedy ont été marqués par quelques mesures notables (début de la conquête de l'espace, de la déségrégation, Corps de la paix, signature du traité de Moscou), mais les historiens restent partagés sur l'importance de cette présidence dans l'histoire américaine. Élu de justesse, Kennedy a accru l'engagement des États-Unis au Vietnam, il a mis à exécution le débarquement de la baie des Cochons préparé par l'administration précédente, il n'a pas empêché la construction du mur de Berlin, il a approuvé la mise sur écoute par le FBI de Martin Luther King, soutenu le renversement de dirigeants en République dominicaine, en Irak et au Vietnam, tout en condamnant des coups d'État (toujours en République dominicaine le coup d'État militaire en septembre 1963 contre Juan Bosch) ; il avait des liens avec la mafia et n'a pas mené à bien la baisse d'impôts qu'il avait promise.
De ce fait, s'il est souvent cité comme étant le plus populaire des présidents qu'a compté le pays, selon certains, cela reflète davantage son charisme, sa jeunesse, sa bonne connaissance des médias, et les conditions tragiques de son décès. Après 1963, son historiographie a vu des ouvrages hagiographiques écrits par ses anciens conseillers, Ted Sorensen et Pierre Salinger. Un regard plus critique survient dans les années 1980 avec The Kennedy Imprisonment de Garry Willis, où Kennedy est décrit comme un « improvisateur » se reposant sur son charisme et prenant de mauvaises décisions, et un obsédé sexuel se mettant lui-même en danger du fait des risques de chantage que cela implique. Les historiens sont partagés mais les critiques reviennent quant au manque d'autorité face à Khrouchtchev et à la question raciale qui stagne. Patrick Buisson dans La Cause du peuple reprend ces critiques, dénonce une imposture créée de toutes pièces par les médias, Kennedy étant dans la « télé-gouvernance » et la publicité, masquant les liens avec la mafia, une libido incontrôlée et un échec aux affaires étrangères.
Le président fascine toujours autant l'Amérique. Depuis 1963, 40 000 ouvrages ont été écrits à son sujet, surtout sur son assassinat, ainsi que de nombreux récits uchroniques, imaginant le déroulement du monde si son assassinat fût raté,. Le cinquantième anniversaire de sa mort relance de nouvelles études et publications. Son projet (finalement réussi par Nixon) de dépasser l'URSS dans la conquête spatiale avant l'année 1970, souligné par Philippe Labro, ne l'empêche pas de subir sous sa présidence un second revers deux ans après l'exploit de Youri Gagarine : l'envoi en juin 1963 d'une femme soviétique dans l'espace, Valentina Terechkova.

## Assassinat et funérailles

Pierres tombales de JFK (à gauche) et de Jacqueline Kennedy-Onassis (à droite), au cimetière national d'Arlington.

Le 22 novembre 1963, lors d'une visite pré-électorale de John F. Kennedy à Dallas, le cortège présidentiel traverse la ville à petite vitesse, salué par la foule amassée. Alors que la limousine décapotée du président passe sur Dealey Plaza vers 12 h 30, des coups de feu éclatent. Le président est d'abord blessé au cou, puis le gouverneur Connally, assis devant lui, est blessé à la poitrine, enfin une balle atteint le président à la tête, endommageant gravement la partie arrière supérieure de son crâne, et ressort probablement par la tempe droite. Aussitôt transporté au Parkland Hospital, le président est déclaré mort à 13 h après de vains efforts de réanimation. Le monde est consterné en apprenant la nouvelle.
Lors de la mort de Kennedy, les trois grands réseaux de télévision américains ont suspendu leurs émissions pour rapporter toutes les nouvelles concernant le président du 22 au 25 novembre 1963, ce qui fait de la couverture télévisée de cet événement la plus longue de l'histoire télévisée américaine (70 heures) jusqu'à celle des attentats du 11 septembre 2001 (72 heures). En France, les reportages filmés sur ses obsèques nationales consacreront la domination de la télévision sur les autres médias et la fin des actualités filmées au cinéma.
Selon les enquêtes officielles, Lee Harvey Oswald a assassiné seul le président, mais la seconde enquête mandatée par la Chambre des représentants — l'enquête du HSCA — estime en 1979 qu'il y a eu au moins deux tireurs, donc conspiration.

La garde d'honneur se prépare à plier le drapeau au-dessus du cercueil de John Fitzgerald Kennedy, au cimetière national d'Arlington, le 25 novembre 1963.

Sa femme Jacqueline, lors du transport du cercueil à bord de l'avion Air Force One, lui organise des obsèques nationales impressionnantes sur le modèle de celles d'Abraham Lincoln. John Fitzgerald Kennedy repose au cimetière national d'Arlington, près de Washington.
Le président américain Donald Trump a autorisé le 21 octobre 2017 la déclassification de 2 891 documents sur l'assassinat de John Fitzgerald Kennedy, dont le maintien sous scellés pendant plus de 50 ans a alimenté de nombreuses théories du complot. Y figurent notamment les noms de Jean-Paul Sartre, Simone de Beauvoir et plus étonnamment de l'actrice Catherine Deneuve qui auraient tous les trois versé de l'argent à Larry Cox, activiste qui a refusé à trois reprises d'intégrer l'armée américaine et de partir au Viêt Nam.
Le 15 décembre 2022, le président Joe Biden autorise la déclassification de milliers d’autres documents. Toutefois, pour des raisons de sécurité nationale, certains documents resteront privés.
Le 23 janvier 2025, trois jours après son retour au pouvoir, Donald Trump ordonne la déclassification de tous les documents encore confidentiels liés à l'assassinat de John F. Kennedy. Cette mesure s'étend aussi aux dossiers de l'assassinat de son frère Robert F. Kennedy et de l'assassinat de Martin Luther King. Plus de 1 100 dossiers, représentant plus de 31 000 pages, ont été publiés le mardi 18 mars 2025 sur le site web des Archives nationales des États-Unis. La majorité de la collection, soit plus de six millions de pages de documents, photographies, films, enregistrements sonores et objets liés à l'assassinat, avait déjà été rendue publique.

## Hommages

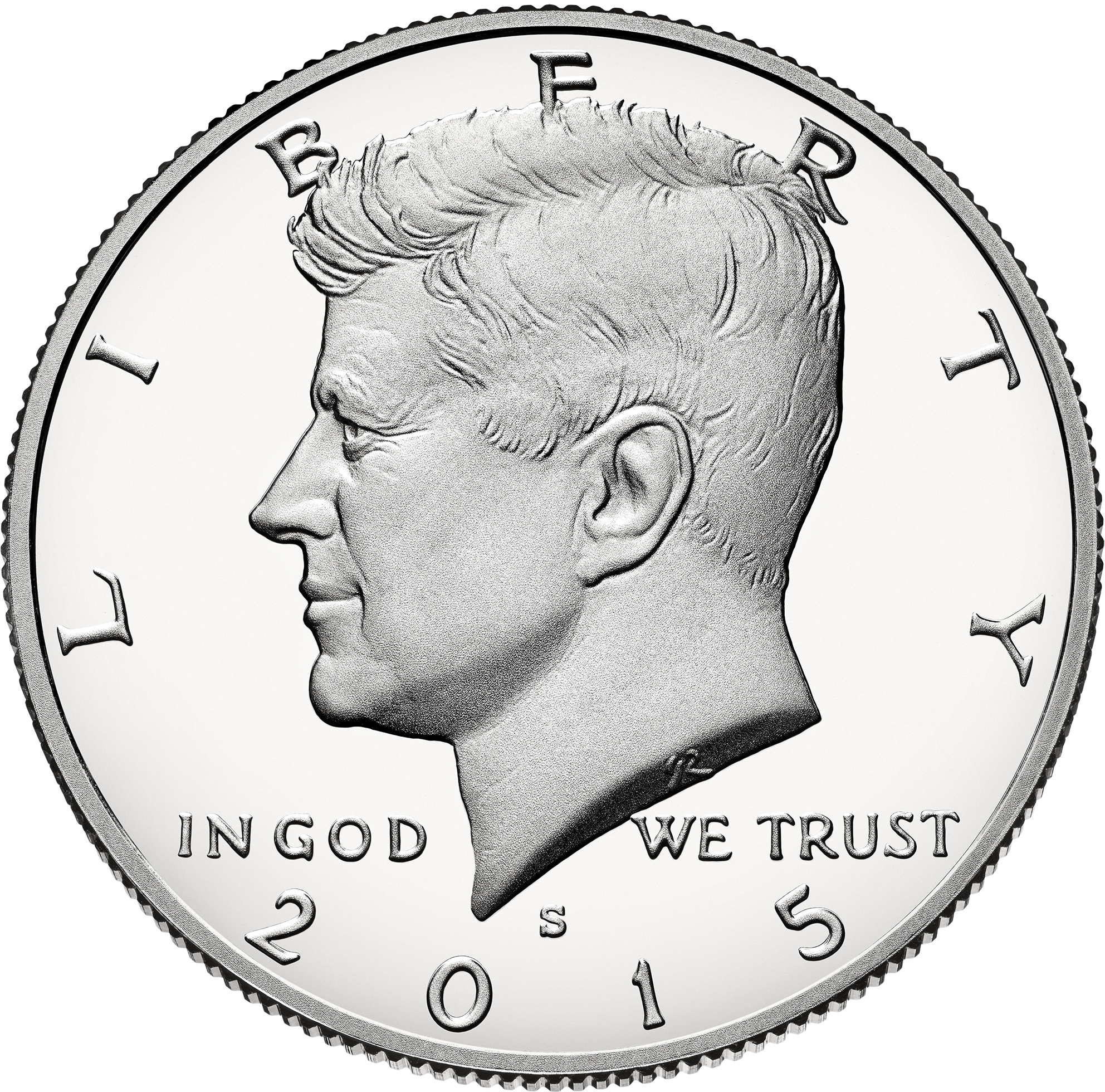
Profil gauche de Kennedy sur une pièce d'un demi-dollar.

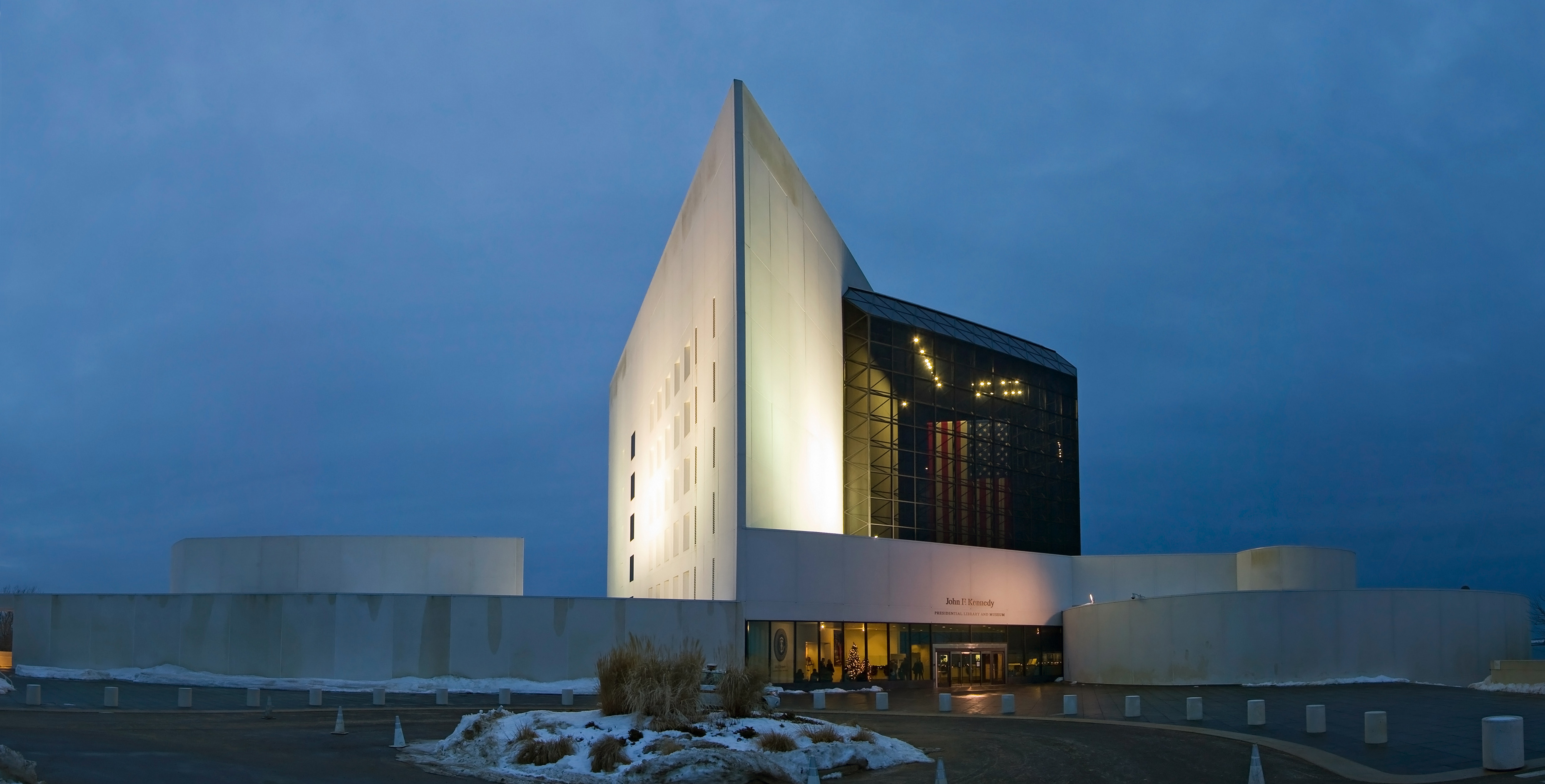
La John F. Kennedy Presidential Library and Museum à Boston.

- Le portrait de JFK est gravé sur la pièce d'un demi-dollar depuis 1964.
- Un timbre-poste fut émis en hommage à Kennedy le 29 mai 1964, jour de son 47e anniversaire.
- La John F. Kennedy Presidential Library and Museum est un musée qui conserve les documents officiels, la correspondance et certaines reliques de John Kennedy. Elle se trouve à Dorchester, un quartier de la ville de Boston, dans le Massachusetts. Elle a été dessinée par l'architecte Ieoh Ming Pei et inaugurée en 1979 par le président Jimmy Carter, en présence des membres de la famille Kennedy.
- Le John Fitzgerald Kennedy Memorial (en) est un monument érigé en 1970 à Dallas, au Texas, et conçu par le célèbre architecte Philip Johnson. Il se situe à quelques mètres de Dealey Plaza, où Kennedy a été assassiné.
- Une statue (en) en bronze a été conçue en 1988 par Isabel McIlvain et inaugurée sur le terrain du capitole de l'État du Massachusetts, le 29 mai 1990, date qui aurait dû correspondre au 73e anniversaire de Kennedy. La cérémonie a attiré une foule de 2 500 personnes, dont sa veuve, Jacqueline Kennedy-Onassis et son frère Ted Kennedy.
- Des bustes du président ont été installés dans plusieurs villes aux États-Unis et à travers le monde. On en trouve notamment à Brooklyn, dans l'État de New York, sur la Grand Army Plaza ; à Nashua, dans le New Hampshire ; à Newark, dans le New Jersey ; à Boston, dans le Massachusetts ; ainsi qu'à Londres, au Royaume-Uni, où un buste réalisé par Chaim Jacob Lipchitz a été inauguré en 1965. D'autres sont également visibles à Yaoundé, sur l'avenue Kennedy, et à Montréal.
- Son nom a été donné à de très nombreux sites, bâtiments, rues, boulevards, avenues tels que l'aéroport international de New York - John-F.-Kennedy (JFK Airport), le théâtre de Washington (Kennedy Center), une autoroute de Chicago (Kennedy Expressway), ou encore le centre de tir spatial de Floride (Centre spatial Kennedy).
- Une municipalité brésilienne de l'État d'Espírito Santo (Presidente Kennedy) porte son nom. La ville fut créée le 30 décembre 1963 par scission de la municipalité d'Itapemirim. Elle devait initialement s'appeler Batalha mais Adalberto Simão Nader, député à l'Assemblée législative d'Espírito Santo (en), suggéra de la nommer d'après le président américain récemment assassiné. Le 30 novembre 1971, la municipalité de Tupiratins dans le Tocantins fut renommée Presidente Kennedy.
- Dans le Yukon, au Canada, une montagne a été baptisée en 1965 Mont Kennedy en son honneur. Cette montagne de 4 238 mètres fut escaladée pour la première fois en mars 1965 par Robert Francis Kennedy (son frère), George Senner et Jim Whittaker (en), les premiers Américains à avoir atteint le sommet de l'Everest. Une fois au sommet, Robert Kennedy y déposa un tube métallique contenant le discours d'investiture de JFK.
- Au Québec, la route du Président-Kennedy (Route 173), est située dans la région de Chaudière-Appalaches.
- Un premier porte-avions a été nommé en son honneur en 1968 : l'USS John F. Kennedy (CV-67) ; un second porte-avions a pris son nom lors de son lancement en 2015 : l'USS John F. Kennedy (CVN-79).
- En France, il est décompté plus de 200 conseils municipaux qui rendent hommage au président Kennedy après son assassinat[90]. En 2015, 11 établissements scolaires portent son nom, ainsi que de nombreuses voies (rues, avenues, boulevards, quais, etc.)[91]. À Rennes, une station de métro porte son nom, du fait qu'elle se trouve sous la rue homonyme.

## Mythes et réalités
- 19 mai 1962 : Marilyn Monroe, vêtue d'une robe en gaze de soie rose très serrée, chante Happy Birthday, Mr. President pour célébrer le 45e anniversaire du président au Madison Square Garden, dix jours avant sa date exacte. Cette séquence enregistrée par la télévision alimente les potins sur la liaison entre elle et Kennedy[92].
- Une légende urbaine fait état que Kennedy et Abraham Lincoln, lui aussi assassiné, présentent de nombreux points communs. Malgré des ressemblances troublantes, on renie ce qui semble des rapprochements douteux, sans causalité logique[93].
- Quant à Barack Obama, il est parfois comparé à Kennedy en raison de son caractère de nouveauté et de jeunesse, de sa différence par rapport à la majorité de la population (Kennedy était catholique et Obama est Afro-Américains) et surtout par rapport à son charisme et à sa « télégénie »[94],[95].

## Ouvrages
- John Fitzgerald Kennedy (trad. Jean Bloch-Michel), Stratégie de la paix [« The Strategy of Peace »], Paris, Calmann-Lévy, 1961, 229 p. (OCLC 301564339, BNF 33061851).
- John Fitzgerald Kennedy, Le tournant [« To turn the tide »], Paris, Calmann-Lévy, 1963, 298 p.
- John Fitzgerald Kennedy (trad. Jean Rosenthal), Le Courage dans la politique : Quelques grandes figures de l'histoire politique américaine [« Profiles in Courage »], Paris, Les Belles Lettres, 2024, 288 p. (ISBN 978-2251456225).

## Culture populaire

### Cinéma

#### Apparitions
- 1973 : Complot à Dallas de David Miller, images d'archive.
- 2000 : Treize Jours (Thirteen Days) de Roger Donaldson, son rôle est interprété par Bruce Greenwood.
- 2013 : 
  - Le Majordome de Lee Daniels, son rôle est interprété par James Marsden[96],
  - Parkland de Peter Landesman, son rôle est interprété par Brett Stimely.
- 2016 : L. B. Johnson, après Kennedy de Rob Reiner, son rôle est interprété par Jeffrey Donovan[97].
- 2017 : Jackie de Pablo Larraín, son rôle est interprété par Caspar Phillipson.
- 2022 : Blonde de Andrew Dominik, son rôle est interprété par Caspar Phillipson.
- 2024 : Maria de Pablo Larraín, son rôle est interprété par Caspar Phillipson.
- 2024 : Unfrosted : L'épopée de la Pop-Tart (Unfrosted) de Jerry Seinfeld, interprété par Bill Burr

#### Inspiré de son assassinat
- 1979 : I… comme Icare, film français d'Henri Verneuil. Le cinéaste s'inspira de l'assassinat de Kennedy pour construire la trame de son film[98].
- 1991 : JFK, film américain d'Oliver Stone, version romancée d'une enquête tentant de faire la lumière sur l'assassinat de Kennedy[99]

### Télévision
- 2011 : Les Kennedy, mini-série de Jon Cassar, joué par Greg Kinnear[100]
- 2013 : Killing Kennedy, téléfilm[101] américain basé sur le livre éponyme (en) de 2012[102] écrit par Bill O'Reilly et Martin Dugard (en), joué par Rob Lowe, Pan Am, série américaine basée sur l'histoire d'une compagnie aérienne où le Président fait une petite apparition à Berlin et à l'aéroport de Berlin[103]
- 2016 : 22.11.63, série américaine tirée du roman 22/11/63 de Stephen King[104], avec James Franco réalisé par James Strong (en)[105]
- 2017 : The Crown, série télévisée britannique. Le rôle de JFK est interprété par Michael C. Hall[106].
- 2020 : The Umbrella Academy, série télévisée américaine incorpore l'assassinat de JFK dans son scénario.

### Littérature
- 1973: Dans Le Grand Secret (roman), René Barjavel fait intervenir John F. Kennedy dans une science-fiction qui mentionne déjà deux tireurs[107] et l'idée d'une conspiration, mais, au service de son sujet, entièrement fictive et toute différente des hypothèses qui seront avancées par la suite.

#### Bases de données et dictionnaires
- (en) Site officiel
- Ressources relatives à l'audiovisuel :   - AllMovie
  - Allociné
  - American Film Institute
  - British Film Institute
  - Ciné-Ressources
  - Filmportal
  - Filmweb.pl
  - France 24
  - IMDb
- Ressources relatives aux beaux-arts :   - British Museum
  - National Portrait Gallery
  - RKDartists
  - Union List of Artist Names
- Ressources relatives à la vie publique :   - Biographical Directory of the United States Congress
  - C-SPAN
  - Documents diplomatiques suisses 1848-1975
- Ressources relatives à plusieurs domaines :   - Metacritic
  - Radio France
  - Répertoire du patrimoine culturel du Québec
- Ressources relatives à la musique :   - Discogs
  - MusicBrainz
  - Muziekweb
- Ressource relative au spectacle :   - Les Archives du spectacle
- Ressource relative à la bande dessinée :   - Comic Vine
- Ressource relative aux militaires :   - TracesOfWar
- Notices dans des dictionnaires ou encyclopédies généralistes :   - American National Biography
  - Britannica
  - Brockhaus
  - Den Store Danske Encyklopædi
  - Deutsche Biographie
  - Dizionario di Storia
  - Enciclopedia italiana
  - Frankfurter Personenlexikon
  - Gran Enciclopèdia Catalana
  - Hrvatska Enciklopedija
  - Internetowa encyklopedia PWN
  - Larousse
  - Nationalencyklopedin
  - Munzinger
  - Proleksis enciklopedija
  - Store norske leksikon
  - Treccani
  - Universalis
  - Visuotinė lietuvių enciklopedija
  - The West Virginia Encyclopedia
- Notices d'autorité :   - VIAF
  - ISNI
  - BnF (données)
  - IdRef
  - LCCN
  - GND
  - Italie
  - Japon
  - CiNii
  - Espagne
  - Belgique
  - Pays-Bas
  - Pologne
  - Israël
  - NUKAT
  - Catalogne
  - Suède
  - Vatican